# Cruzadas
Cruzadas foram uma série de guerras religiosas iniciadas, apoiadas e, às vezes, dirigidas pela Igreja Cristã Latina no período medieval. As mais conhecidas dessas expedições militares são aquelas realizadas na Terra Santa entre 1095 e 1291, que tinham o objetivo de reconquistar Jerusalém e seus arredores do domínio muçulmano, depois que a região foi invadida pelo Califado Ortodoxo séculos antes. Começando com a Primeira Cruzada, que resultou na conquista de Jerusalém em 1099, dezenas de campanhas militares foram organizadas, fornecendo um ponto focal da história europeia por séculos. As cruzadas declinaram rapidamente após o século XV.
Em 1095, após um pedido de ajuda bizantino, o Papa Urbano II proclamou a primeira expedição no Concílio de Clermont. Ele encorajou o apoio militar ao imperador bizantino Aleixo I Comneno e convocou uma peregrinação armada a Jerusalém. Em todos os estratos sociais da Europa Ocidental, houve uma resposta entusiasmada. Os participantes vieram de toda a Europa e tinham motivações variadas. Isso incluía salvação religiosa, satisfação de obrigações feudais, oportunidades de vantagem econômica ou política. Expedições posteriores foram conduzidas por exércitos geralmente mais organizados, às vezes liderados por um rei. Todos receberam indulgências papais. Os sucessos iniciais estabeleceram quatro Estados cruzados: o Condado de Edessa; o Principado de Antioquia; o Reino de Jerusalém e o Condado de Trípoli. A presença europeia permaneceu na região de alguma forma até a queda de Acre em 1291. Depois disso, nenhuma outra grande campanha militar foi organizada.
Outras campanhas sancionadas pela Igreja incluem cruzadas contra cristãos que não obedeciam às decisões papais e hereges, aquelas contra o Império Otomano e outras por motivos políticos. A luta contra os mouros na Península Ibérica – a Reconquista – terminou em 1492 com a Queda de Granada. A partir de 1147, as Cruzadas do Norte foram travadas contra tribos pagãs no norte da Europa. As cruzadas contra os cristãos começaram com a Cruzada Albigense no século XIII e continuaram durante as Guerras Hussitas no início do século XV. As cruzadas contra os otomanos começaram no final do século XIV e incluem a Cruzada de Varna. Cruzadas populares, incluindo a Cruzada das Crianças de 1212, foram geradas espontaneamente pelas massas e não foram sancionadas pela Igreja.

## Terminologia

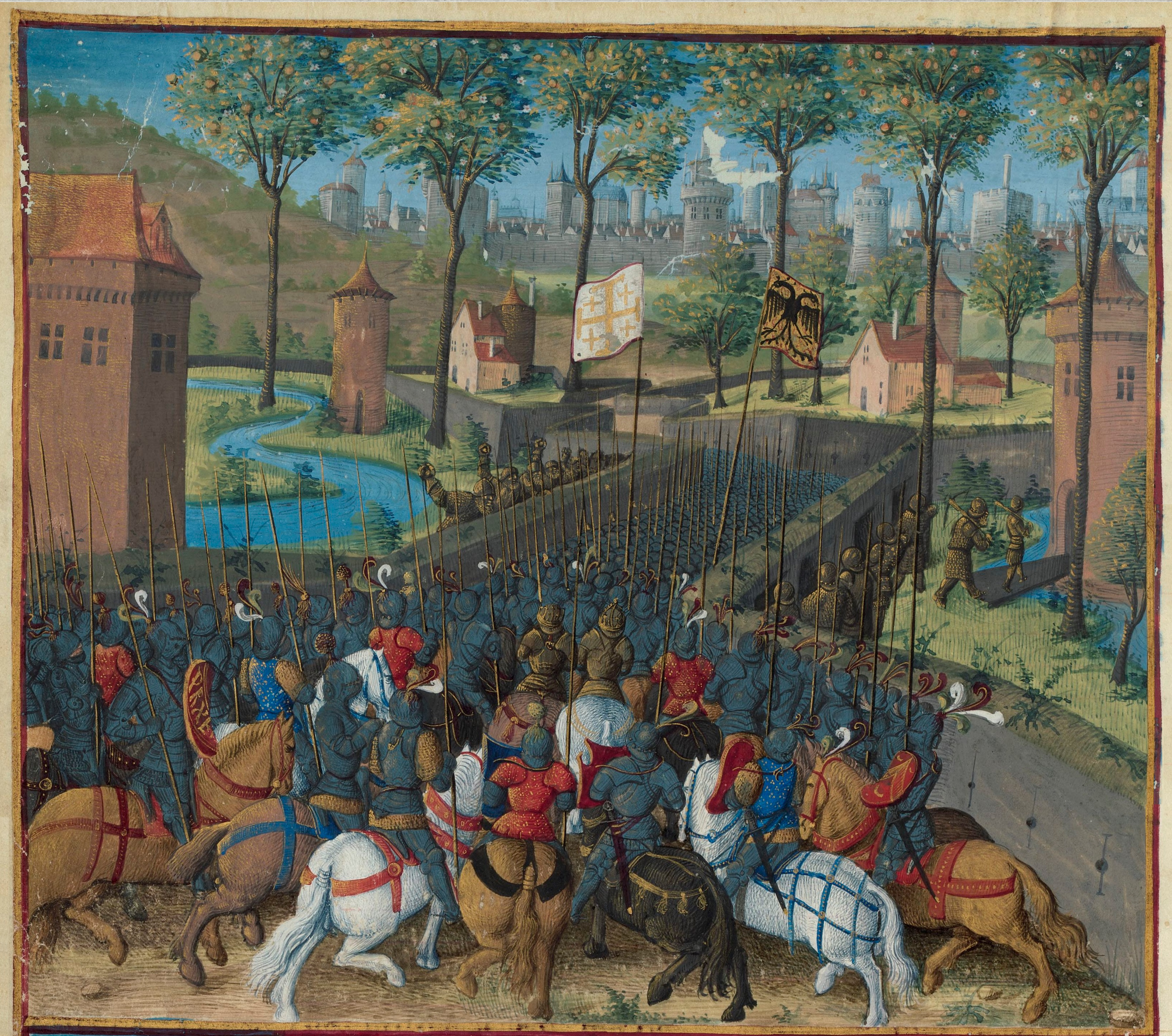
O Cerco de Damasco (1148) conforme retratado nas Passages d'outremer, c. 1490

O termo "cruzada" referiu-se inicialmente às expedições militares realizadas pelos cristãos europeus nos séculos XI, XII e XIII para a Terra Santa. Os conflitos aos quais o termo é aplicado foram estendidos para incluir outras campanhas iniciadas, apoiadas e às vezes dirigidas pela Igreja Latina com objetivos variados, principalmente religiosos, às vezes políticos. Estas diferiam das guerras religiosas cristãs anteriores, pois eram consideradas um exercício penitencial e, portanto, garantiam aos participantes o perdão para todos os pecados confessados. O que constituia uma cruzada foi compreendido de diversas maneiras, particularmente em relação às primeiras cruzadas, e a definição precisa continua sendo uma questão de debate entre os historiadores contemporâneos.
Na época da Primeira Cruzada, iter, "viagem" e peregrinatio, "peregrinação" foram termos usados para se referir à campanha. A terminologia dos cruzados permaneceu em grande parte indistinguível daquela da peregrinação cristã durante o século XII. Um termo específico para um cruzado na forma de crucesignatus — "aquele assinado pela cruz" — surgiu no início do século XII, o que levou ao termo francês croisade — o caminho da cruz. Em meados do século XIII a cruz tornou-se o principal descritor das cruzadas com crux transmarina — “a cruz no exterior” — usada para cruzadas no Mediterrâneo oriental e crux cismarina — “a travessia deste lado do mar” — para aquelas ocorrida na Europa. Os Estados cruzados da Síria e da Palestina eram conhecidos como "Outremer", do francês outre-mer, ou "a terra além do mar".

## Cruzadas e a Terra Santa, 1095–1291

### Contexto

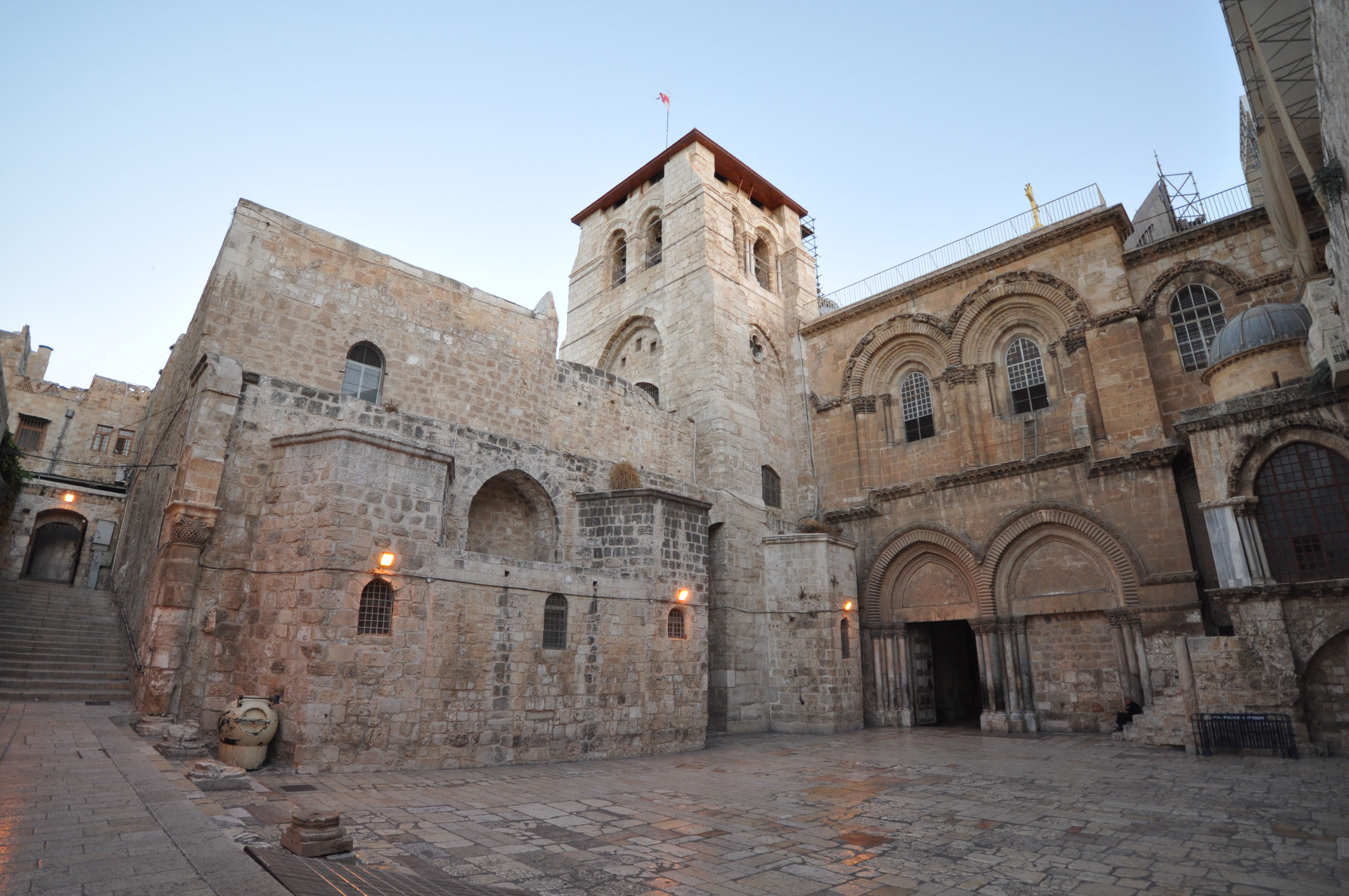
A Igreja do Santo Sepulcro em Jerusalém. Em 1071, Jerusalém foi conquistada pelos turcos seljúcidas.

No final do século XI, o período de expansão territorial árabe islâmica já havia terminado há séculos. O afastamento da Terra Santa do foco das disputas de poder islâmicas permitiu relativa paz e prosperidade na Síria e na Palestina. O contato entre muçulmanos e europeus ocidentais foi apenas mais do que mínimo no conflito na Península Ibérica. O Império Bizantino e o mundo islâmico foram centros históricos de riqueza, cultura e poder militar. O mundo árabe-islâmico tendia a encarar a Europa Ocidental como uma região atrasada que apresentava pouca ameaça organizada. Em 1025, o imperador bizantino Basílio II estendeu a recuperação territorial ao máximo. As fronteiras se estendiam para o leste até o atual Irã. A Bulgária e grande parte do sul da Itália estavam sob controle e a pirataria foi reprimida no Mar Mediterrâneo. As relações dos bizantinos com seus vizinhos islâmicos não eram mais conflituosas do que suas relações com os eslavos ou os cristãos ocidentais. Os normandos na Itália; os pechenegues, os sérvios e os cumanos a norte e os turcos seljúcidas a leste, todos competiam com os bizantinos e os imperadores recrutavam mercenários — mesmo ocasionalmente entre os seus próprios inimigos — para enfrentar este desafio.
A situação política na Ásia Ocidental foi alterada por ondas posteriores de migração turca, em particular a chegada dos turcos seljúcidas no século X. Anteriormente um clã governante menor da Transoxiana, eles haviam se convertido recentemente ao islamismo e migrado para o Irã. Duas décadas após sua chegada, eles conquistaram o Irã, o Iraque e o Oriente Próximo. Os seljúcidas e seus seguidores eram da tradição sunita, o que os levou a entrar em conflito na Palestina e na Síria com os fatímidas, que eram xiitas. Os seljúcidas eram nômades, falantes de turco e ocasionalmente xamanistas, muito diferentes de seus súditos sedentários, falantes de árabe. Esta diferença e a governação do território baseada na preferência política e na competição entre príncipes independentes em vez da geografia enfraqueceram as estruturas de poder existentes. Em 1071, o imperador bizantino Romano IV Diógenes tentou um confronto para suprimir os ataques esporádicos dos seljúcidas, o que levou à sua derrota na Batalha de Manzicerta. Os historiadores já consideraram este um evento crucial, mas agora Manzicerta é considerado apenas mais um passo na expansão do Grande Império Seljúcida.
A evolução de uma teologia cristã da guerra desenvolveu-se a partir da ligação da cidadania romana ao cristianismo, segundo a qual os cidadãos eram obrigados a lutar contra os inimigos do império. Essa doutrina da guerra santa data do teólogo Santo Agostinho, do século IV. Ele defendia que a guerra agressiva era pecaminosa, mas reconheceu que uma "guerra justa" poderia ser racionalizada se fosse proclamada por uma autoridade legítima, fosse defensiva ou para a recuperação de terras e sem um grau excessivo de violência. Os atos violentos eram normalmente utilizados para a resolução de litígios na Europa Ocidental e o papado tentou atenuar esta situação. Os historiadores pensaram que os movimentos de Paz e Trégua de Deus restringiram o conflito entre cristãos do século X; a influência é aparente nos discursos de Urbano II. Outros historiadores afirmam que a eficácia era limitada e que já tinha desaparecido na época das cruzadas. O Papa Alexandre II desenvolveu um sistema de recrutamento através de juramentos para recursos militares que o seu sucessor, o Papa Gregório VII, estendeu por toda a Europa. No século XI, o conflito cristão com os muçulmanos nas periferias meridionais da cristandade foi patrocinado pela Igreja, incluindo o cerco de Barbastro e a conquista normanda da Sicília. Em 1074, Gregório VII planejou uma demonstração de poder militar para reforçar o princípio da soberania papal. A sua visão de uma guerra santa em apoio aos bizantinos contra os seljúcidas foi o primeiro protótipo de cruzada, mas não teve apoio.
A Primeira Cruzada foi um evento inesperado para os cronistas contemporâneos, mas a análise histórica demonstra que ela teve suas raízes em acontecimentos anteriores, com clérigos e leigos reconhecendo o papel de Jerusalém no cristianismo como digno de peregrinação penitencial. Em 1071, Jerusalém foi capturada pelo senhor da guerra turco Atsiz, que tomou a maior parte da Síria e da Palestina como parte da expansão dos seljúcidas pelo Oriente Médio. O domínio seljúcida sobre a cidade era fraco e os peregrinos que retornavam relatavam dificuldades e opressão dos cristãos. O desejo bizantino de ajuda militar convergiu com a crescente vontade da nobreza ocidental em aceitar a orientação militar papal.

### Primeira Cruzada

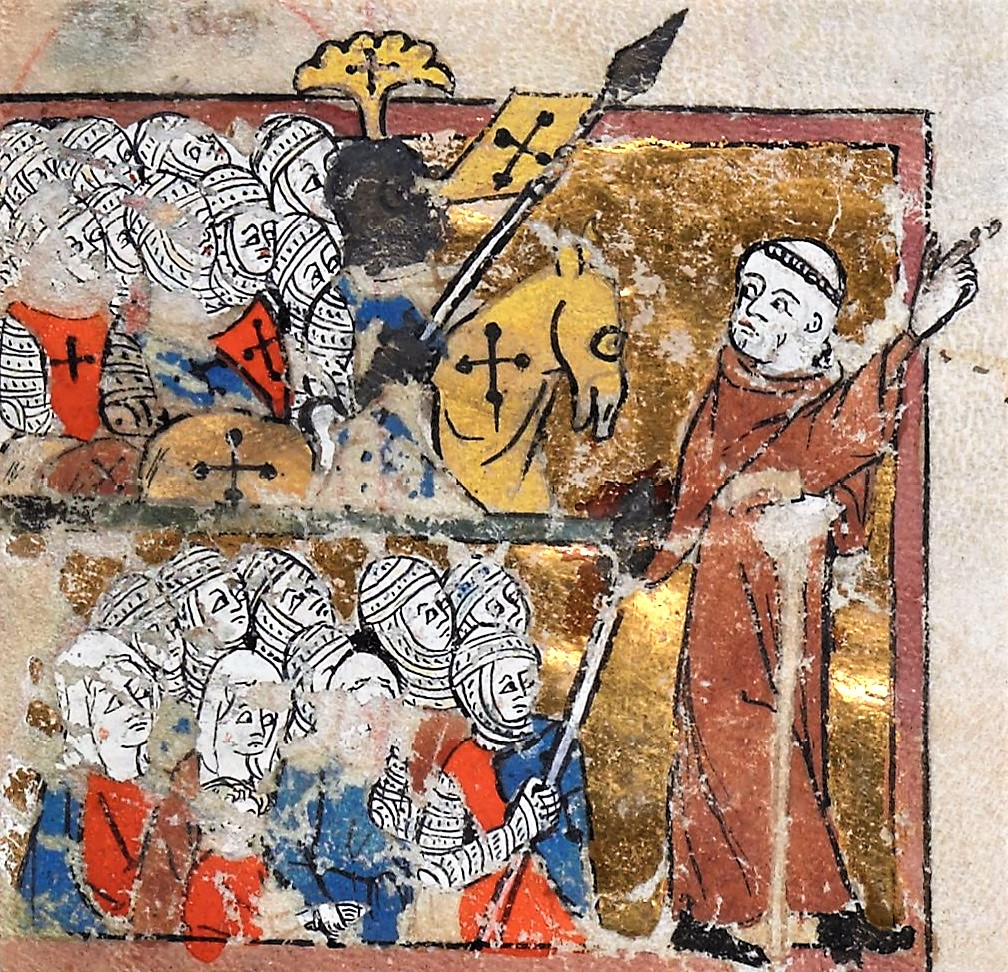
Miniatura de Pedro, o Eremita, liderando a Cruzada Popular (Abreujamen de las estorias, MS Egerton 1500, Avignon, 14ºséculo)

Em 1095, o imperador bizantino Aleixo I Comneno solicitou ajuda militar ao Papa Urbano II no Concílio de Piacenza. Ele provavelmente esperava um pequeno número de mercenários que pudesse comandar. Aleixo restaurou as finanças e a autoridade do Império Bizantino, mas ainda enfrentava inúmeros inimigos estrangeiros. Mais tarde naquele ano, no Concílio de Clermont, Urbano levantou a questão novamente e pregou uma cruzada. Quase imediatamente, o padre francês Pedro, o Eremita, reuniu milhares de pessoas, na sua maioria pobres, na Cruzada Popular. Viajando pela Alemanha, grupos alemães massacraram comunidades de judeus na Renânia durante amplas ações antijudaicas. Os judeus eram vistos como inimigos tanto quanto os muçulmanos. Eles foram responsabilizados pela crucificação e eram mais imediatamente visíveis. As pessoas perguntavam-se por que razão deveriam viajar milhares de quilômetros para combater os não-crentes, quando havia muitos mais perto de casa. Logo após deixarem o território controlado pelos bizantinos em sua jornada para Niceia, esses cruzados foram aniquilados em uma emboscada turca na Batalha de Civetot.
O conflito com Urbano II significou que o rei Filipe I da França e Henrique IV do Sacro Império Romano-Germânico recusou-se a participar. Aristocratas da França, Germânia, Países Baixos, Languedoc e Itália lideravam contingentes independentes em arranjos frouxos e fluidos baseados em laços de senhorio, família, etnia e idioma. O estadista mais velho, Raimundo IV de Toulouse, foi o mais destacado, rivalizado pelo relativamente pobre, mas marcial ítalo-normando Boemundo de Taranto e seu sobrinho Tancredo. Godofredo de Bulhão e seu irmão Balduíno também se juntaram às forças da Lorena, Lotaríngia e Germânia. Esses cinco príncipes foram essenciais para a campanha, que foi reforçada por um exército do norte da França liderado por Robert Curthose, o conde Estêvão II de Blois e o conde Roberto II de Flandres. O número total pode ter chegado a 100 ,mil pessoas, incluindo não combatentes. Eles viajaram para o leste por terra até Constantinopla, onde foram recebidos com cautela pelo imperador. Aleixo persuadiu muitos príncipes a jurarem fidelidade a ele e que seu primeiro objetivo deveria ser Niceia, a capital do Sultanato de Rum. O sultão Quilije Arslã I deixou a cidade para resolver uma disputa territorial, permitindo sua captura após o cerco de Niceia e um ataque naval bizantino no auge da cooperação latina e grega.

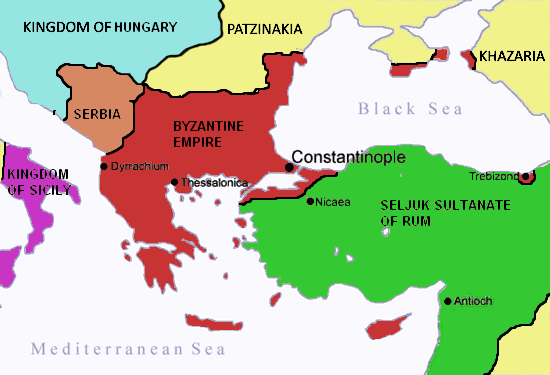
Sudeste da Europa, Ásia Menor e Síria antes da Primeira Cruzada

A primeira experiência de táticas turcas, usando arqueiros montados com armaduras leves, ocorreu quando um grupo avançado liderado por Boemundo e Roberto foi emboscado na Batalha de Dorileia. Os normandos resistiram durante horas antes que a chegada do exército principal causasse uma retirada turca. O exército marchou durante três meses até a antiga cidade bizantina de Antioquia, que estava sob controle muçulmano desde 1084. A fome, a sede e as doenças reduziram os números, combinados com a decisão de Balduíno de partir com 100 cavaleiros e seus seguidores para conquistar seu próprio território em Edessa. O cerco de Antioquia durou oito meses. Os cruzados não tinham recursos para invadir totalmente a cidade; os moradores não tinham meios para repelir os invasores. Então Boemundo convenceu um guarda da cidade a abrir um portão. Os cruzados entraram, massacrando os habitantes muçulmanos e muitos cristãos entre as comunidades ortodoxa grega, síria e armênia. Uma força para recapturar a cidade foi levantada por Querboga, o governante efetivo de Mossul. Os bizantinos não marcharam para ajudar os cruzados depois que o desertor Estêvão de Blois lhes disse que a causa estava perdida. Aleixo retirou-se de Filomélio, onde recebeu o relatório de Estêvão, para Constantinopla. Os gregos nunca foram verdadeiramente perdoados por esta traição e Estêvão foi rotulado de covarde. Perdendo em número devido à deserção e à fome na cidade sitiada, os cruzados tentaram negociar a rendição, mas foram rejeitados. Boemundo reconheceu que a única opção era o combate aberto e lançou um contra-ataque. Apesar da superioridade numérica, o exército de Querboga — que estava dividido em facções e surpreendido pelo empenho dos cruzados — recuou e abandonou o cerco. Raimundo sitiou Arqa em fevereiro de 1099 e enviou uma embaixada a Lavendálio, o vizir do Egito fatímida, em busca de um tratado. O representante do Papa, Ademar, morreu, deixando a cruzada sem um líder espiritual. Raimundo não conseguiu capturar Arqa e em maio liderou o exército restante para o sul ao longo do litoral. Boemundo manteve Antioquia e permaneceu, apesar de sua promessa de devolvê-la aos bizantinos. Os governantes locais ofereceram pouca resistência, optando pela paz em troca de provisões. Os enviados francos retornaram acompanhados por representantes fatímidas. Isso trouxe a informação de que os fatímidas haviam recapturado Jerusalém. Os francos ofereceram dividir o território conquistado em troca da cidade. A recusa da oferta tornou imperativo que a cruzada chegasse a Jerusalém antes que os fatímidas a tornassem defensável.
O primeiro ataque à cidade, lançado em 7 de junho de 1099, falhou e o cerco de Jerusalém tornou-se um impasse até que a chegada de artesãos e suprimentos transportados pelos genoveses para Jafa desequilibrasse a balança. Duas grandes máquinas de cerco foram construídas e a comandada por Godofredo rompeu as muralhas em 15 de julho. Durante dois dias os cruzados massacraram os habitantes e saquearam a cidade. Os historiadores acreditam agora que os relatos sobre o número de mortos foram exagerados, mas esta narrativa de massacre contribuiu muito para consolidar a reputação de barbárie dos cruzados. Godofredo garantiu a posição franca ao derrotar uma força egípcia na Batalha de Ascalão em 12 de agosto. A maioria dos cruzados considerou sua peregrinação completa e retornou à Europa. Quando se tratou da futura governança da cidade, foi Godofredo quem assumiu a liderança e o título de Advocatus Sancti Sepulchri , Defensor do Santo Sepulcro. A presença de tropas da Lorena pôs fim à possibilidade de Jerusalém ser um domínio eclesiástico e às pretensões de Raimundo. Godofredo ficou com apenas 300 cavaleiros e 2 mil soldados de infantaria. Tancredo também permaneceu com a ambição de ganhar um principado próprio.
O mundo islâmico parece ter mal registrado a cruzada; certamente, há evidências escritas limitadas antes de 1130. Isso pode ser devido, em parte, à relutância em relatar o fracasso muçulmano, mas é mais provável que seja resultado de um mal-entendido cultural. Lavendálio e o mundo muçulmano confundiram os cruzados com os últimos de uma longa linhagem de mercenários bizantinos e não com guerreiros motivados religiosamente com a intenção de conquistar e colonizar. O mundo muçulmano era dividido entre os sunitas da Síria e do Iraque e os xiitas fatímidas do Egito. Os turcos consideraram a unidade inatingível desde a morte do sultão Malik-Shah em 1092, com governantes rivais em Damasco e Alepo. Além disso, em Bagdá, o sultão seljúcida Barkiyaruq e o califa abássida Almostazir estavam envolvidos em uma luta pelo poder. Isto deu aos cruzados uma oportunidade crucial para se consolidarem sem qualquer contra-ataque pan-islâmico.

### Início do século XII

Os Estados cruzados em 1135

Urbano II morreu em 29 de julho de 1099, quatorze dias após a captura de Jerusalém pelos cruzados, mas antes que as notícias do evento chegassem a Roma. Ele foi sucedido pelo Papa Pascoal II, que deu continuidade às políticas de seus predecessores em relação à Terra Santa. Godofredo morreu em 1100. Dagoberto de Pisa, Patriarca Latino de Jerusalém e Tancredo esperavam que Boemundo viesse para o sul, mas ele foi capturado pelos dinamarqueses. Os lorenanos frustraram a tentativa de tomar o poder e permitiram que o irmão de Godofredo, Balduíno I, assumisse a coroa.
Pascoal II promoveu a grande Cruzada de 1101 em apoio aos francos restantes. Esta nova cruzada teve tamanho semelhante à Primeira Cruzada e foi acompanhada em Bizâncio por Raimundo de Saint-Gilles. O comando foi fragmentado e a força dividida em três:
- Uma força majoritariamente lombarda foi perseguida pelas forças de Quilije Arslã I e finalmente destruída em três dias na batalha de Mersivan em agosto de 1101. Alguns dos líderes, incluindo Raimundo, Estêvão de Blois e Anselmo IV de Milão, sobreviveram e se retiraram para Constantinopla.
- Uma força liderada por Guilherme II de Nevers tentou alcançar os lombardos, mas foi capturada e derrotada em Heracleia. Os líderes destituídos finalmente chegaram a Antioquia.
- Guilherme IX da Aquitânia, Guelfo IV da Baviera, Ida de Formbach-Ratelnberg e Hugo, Conde de Vermandois, chegaram a Heracleia mais tarde e também foram derrotados. Mais uma vez os líderes fugiram do campo e sobreviveram, embora Hugo tenha morrido devido aos ferimentos em Tarso e Ida tenha desaparecido. Os remanescentes do exército ajudaram Raimundo a capturar Tortosa.[43]

A derrota dos cruzados provou ao mundo muçulmano que eles não eram invencíveis, como pareciam ser durante a Primeira Cruzada. Poucos meses após a derrota, os francos e o Egito fatímida começaram a lutar em três batalhas em Ramla e uma em Jafa:
- Na primeira batalha, em 7 de setembro de 1101, Balduíno I e 300 cavaleiros derrotaram por pouco o vizir fatímida al-Afdal Shahanshah.[44]
- Na segunda batalha, em 17 de maio de 1102, o filho de al-Afdal, Sharaf al-Ma'ali, e uma força superior infligiram uma grande derrota aos francos. Estêvão de Blois e Estêvão da Borgonha da Cruzada de 1101 estavam entre os mortos. Balduíno I fugiu para Arsofe.[44]
- A vitória na batalha de Jafa, em 27 de maio de 1102, salvou o reino do colapso.[44]
- Na terceira batalha, em Ramla, em 28 de agosto de 1102, uma coalizão de forças fatímidas e damescenas foi derrotada novamente por Balduíno I e 500 cavaleiros.[45]

Balduíno de Edessa, mais tarde rei de Jerusalém como Balduíno II, e o Patriarca Bernardo de Valença resgataram Boemundo por 100 mil peças de ouro. Balduíno e Boemundo então fizeram campanha juntos para proteger a frente sul de Edessa. Em 7 de maio de 1104, o exército franco foi derrotado pelos governantes seljúcidas de Mossul e Mardim na Batalha de Harã. Balduíno II e seu primo, Joscelino, foram capturados. Boemundo e Tancredo recuaram para Edessa, onde Tancredo assumiu o comando. Boemundo retornou à Itália, levando consigo grande parte da riqueza e da mão de obra de Antioquia. Tancredo revitalizou o principado sitiado com a vitória na Batalha de Artah em 20 de abril de 1105 sobre uma força maior, liderada pelo seljúcida Raduano de Alepo. Ele foi então capaz de proteger as fronteiras de Antioquia e repelir seus inimigos gregos e muçulmanos. Sob o patrocínio de Pascoal, Boemundo lançou uma versão de uma cruzada em 1107 contra os bizantinos, cruzando o Adriático e sitiando Durrës. O cerco falhou; Aleixo atingiu suas linhas de suprimentos, forçando sua rendição. Os termos estabelecidos no Tratado de Devol nunca foram promulgados porque Boemundo permaneceu na Apúlia e morreu em 1111, deixando Tancredo como regente fictício de seu filho Boemundo II. Em 1007, o povo de Tell Bashir resgatou Joscelino, que negociou a libertação de Balduíno de Jauali Sacaua, atabegue de Mosul, em troca de dinheiro, reféns e apoio militar. Tancredo e Balduíno, apoiados pelos seus respectivos aliados muçulmanos, entraram em conflito violento sobre o retorno de Edessa, deixando 2 mil francos mortos antes de Bernardo de Valença, patriarca de Antioquia e Edessa, julgar a favor de Balduíno.
Em 13 de maio de 1110, Balduíno II e uma frota genovesa capturaram Beirute. No mesmo mês, Muhammad I Tapar, sultão do Império Seljúcida, enviou um exército para recuperar a Síria, mas uma força defensiva franca chegou a Edessa, encerrando o curto cerco à cidade. Em 4 de dezembro, Balduíno capturou Sídon, auxiliado por uma flotilha de peregrinos noruegueses liderados por Sigurdo, o Cruzado. No ano seguinte, a extorsão de Tancredo aos vizinhos muçulmanos de Antioquia provocou a Batalha de Shaizar entre os francos e um exército abássida liderado pelo governador de Mosul, Maudade, que foi inconclusiva. Tancredo morreu em 1112 e o poder passou para seu sobrinho Roger de Salerno. Em maio de 1113, Maudade invadiu a Galileia com Toguetequim, atabegue de Damasco. Em 28 de junho, essa força surpreendeu Balduíno, expulsando os francos do campo na Batalha de Assanabra. Maudade foi morto pela Ordem dos Assassinos. Bursuq ibn Bursuq liderou o exército seljúcida em 1115 contra uma aliança dos francos, Toguetequim, seu genro Ilgazi e os muçulmanos de Alepo. Bursuq fingiu recuar e a coalizão se desfez. Apenas as forças de Roger e Balduíno de Edessa permaneceram, mas, em grande desvantagem numérica, foram vitoriosas em 14 de setembro na primeira batalha de Sarmin.

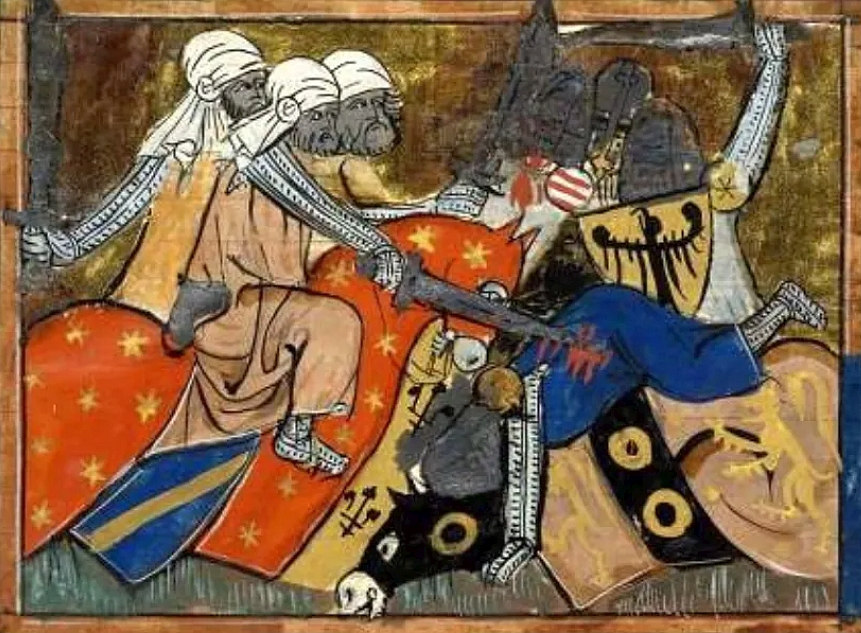
A Batalha do Campo de Sangue

Em abril de 1118, Balduíno I morreu de doença durante uma incursão no Egito. Seu primo, Balduíno de Edessa, foi eleito por unanimidade seu sucessor. Em junho de 1119, Ilgazi, agora emir de Alepo, atacou Antioquia com mais de 10 mil homens. O exército de Roger de Salerno, composto por 700 cavaleiros, 3 mil soldados de infantaria e um corpo de turcópolos, foi derrotado na Batalha de Ager Sanguinis, ou "campo de sangue". Roger estava entre os muitos mortos. O contra-ataque de Balduíno II forçou o fim da ofensiva, após uma segunda batalha inconclusiva de Tell Danith.
Em janeiro de 1120, os líderes seculares e eclesiásticos do Ultramar se reuniram no Concílio de Nablus. O concílio lançou as bases de um código de leis para o reino de Jerusalém que substituiu o direito comum. O concílio também ouviu os primeiros apelos diretos de apoio feitos ao Papado e à República de Veneza. Eles responderam com a Cruzada Veneziana, enviando uma grande frota que apoiou a captura de Tiro em 1124. Em abril de 1123, Balduíno II foi emboscado e capturado por Balaque ibne Barã enquanto fazia campanha ao norte de Edessa, junto com Joscelino I, Conde de Edessa. Ele foi libertado em agosto de 1024 em troca de 80 mil peças de ouro e da cidade de Azaz. Em 1129, o Concílio de Troyes aprovou o governo dos Cavaleiros Templários para Hugo de Payens. Ele retornou ao Oriente Médio com uma grande força, incluindo Fulque V de Anjou. Isso permitiu que os francos capturassem a cidade de Banias durante a Cruzada de 1129. A derrota em Damasco e Marj al-Saffar pôs fim à campanha e à influência franca em Damasco durante anos.
Os francos levantinos buscavam alianças com o Ocidente latino por meio do casamento de herdeiras com ricos aristocratas marciais. Constança de Antioquia foi casada com Raimundo de Poitiers, filho de Guilherme IX, Duque da Aquitânia. A filha mais velha de Balduíno II, Melisenda de Jerusalém, casou-se com Fulque de Anjou em 1129. Quando Balduíno II morreu em 21 de agosto de 1131, Fulque e Melisenda foram consagrados governantes conjuntos de Jerusalém. Apesar do conflito causado pelo novo rei nomeando seus próprios apoiadores e pelos nobres de Jerusalém tentando conter seu governo, o casal se reconciliou e Melisenda exerceu influência significativa. Quando Fulque morreu em 1143, ela se tornou governante conjunta com seu filho, Balduíno III de Jerusalém. Ao mesmo tempo, o advento do líder muçulmano Zengui ameaçou os cruzados, juntamente aos poderosos emirados sírios num esforço combinado contra os francos. Ele se tornou atabegue de Mosul em setembro de 1127 e usou isso para expandir seu controle para Alepo em junho de 1128. Em 1135, Zengui avançou contra Antioquia e, quando os cruzados não conseguiram colocar um exército em campo para enfrentá-lo, ele capturou várias cidades sírias importantes. Ele derrotou Fulque na batalha de Ba'rin de 1137, tomando o Castelo de Ba'rin.
Em 1137, Zengui invadiu Trípoli, matando o conde Pôncio de Trípoli. Fulque interveio, mas as tropas de Zengui capturaram o sucessor de Pôncio, Raimundo II de Trípoli, e sitiaram Fulque no castelo fronteiriço de Montferrand. Fulque entregou o castelo e pagou a Zengii um resgate pela sua liberdade e de Raimundo. João II Comneno, imperador desde 1118, reafirmou as reivindicações bizantinas sobre a Cilícia e Antioquia, obrigando Raimundo de Poitiers a prestar homenagem. Em abril de 1138, os bizantinos e os francos sitiaram Alepo em conjunto e, sem sucesso, iniciaram o cerco de Shaizar, abandonando-o um mês depois.
Em 13 de novembro de 1143, enquanto o casal real estava em Acre, Fulque foi morto em um acidente de caça. No dia de Natal de 1143, seu filho Balduíno III de Jerusalém foi coroado co-governante com sua mãe. No mesmo ano, tendo preparado seu exército para um novo ataque a Antioquia, João II Comneno cortou-se com uma flecha envenenada enquanto caçava javalis. Ele morreu em 8 de abril de 1143 e foi sucedido como imperador por seu filho Manuel I Comneno.
Após a morte de João, o exército bizantino se retirou, deixando Zengui sem oposição. A morte de Fulque no final do ano deixou Joscelino II sem aliados poderosos para ajudar a defender Edessa. Zengui veio para o norte para iniciar o primeiro cerco de Edessa, chegando em 28 de novembro de 1144. A cidade foi avisada de sua chegada e estava preparada para um cerco, mas não havia muito que pudessem fazer. Zengui percebeu que não havia força de defesa e cercou a cidade. As muralhas ruíram em 24 de dezembro de 1144. As tropas de Zengui invadiram a cidade, matando todos aqueles que não conseguiram fugir. Todos os prisioneiros francos foram executados, mas os cristãos nativos foram autorizados a viver. Os cruzados sofreram sua primeira grande derrota.
Zengui foi assassinado por um escravo em 14 de setembro de 1146 e foi sucedido na dinastia zênguida por seu filho Noradine. Os francos recapturaram a cidade durante o Segundo Cerco de Edessa em 1146, furtivamente, mas não conseguiram tomar ou mesmo sitiar adequadamente a cidadela. Após um breve contra-cerco, Noradine tomou a cidade. Os homens foram massacrados, as mulheres e as crianças escravizadas e as muralhas arrasadas.

### Segunda Cruzada

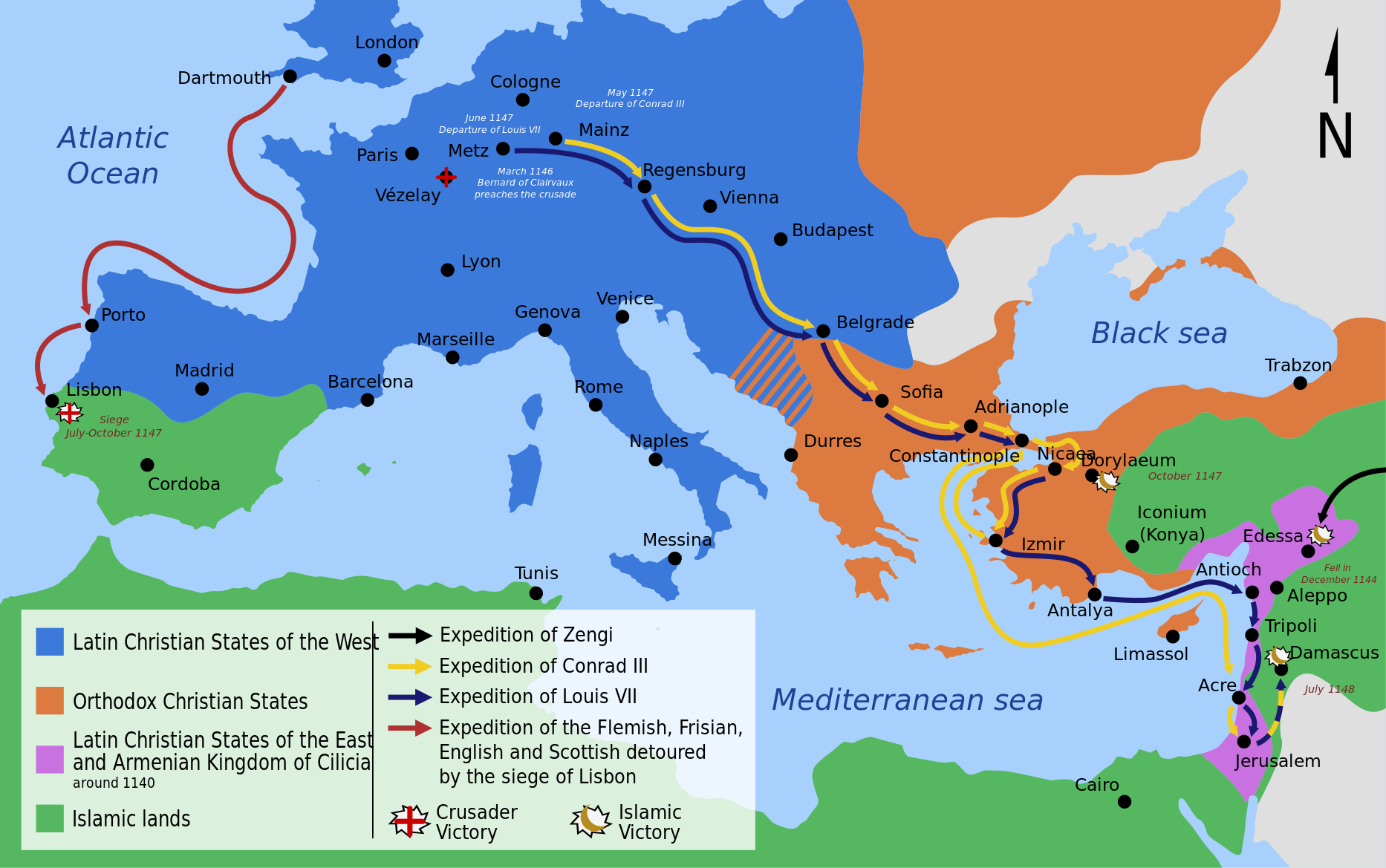
Rotas da Segunda Cruzada

A queda de Edessa causou grande consternação em Jerusalém e na Europa Ocidental, amenizando o sucesso entusiástico da Primeira Cruzada. Apelos para uma nova cruzada – a Segunda Cruzada – foram imediatos e foram os primeiros a serem liderados por reis europeus. Campanhas simultâneas como parte da Reconquista e das Cruzadas do Norte também são às vezes associadas à Segunda Cruzada. O movimento das Cruzadas deixou o mundo muçulmano unido em torno de Saladino, levando à queda de Jerusalém.
Eugênio III, recentemente eleito papa, emitiu a bula Quantum praedecessores em dezembro de 1145 convocando uma nova cruzada, que seria mais organizada e controlada centralmente do que a Primeira. Os exércitos seriam liderados pelos reis mais fortes da Europa e uma rota seria pré-planejada. O papa convocou Bernardo de Claraval para pregar a Segunda Cruzada, concedendo as mesmas indulgências que haviam sido concedidas aos Primeiros Cruzados. Entre os que atenderam ao chamado estavam dois reis europeus, Luís VII da França e Conrado III da Alemanha. Luís, sua esposa, Leonor da Aquitânia, e muitos príncipes e senhores prostraram-se aos pés de Bernardo para receber a cruz. Conrado e seu sobrinho Frederico Barbarossa também receberam a cruz das mãos de Bernardo.
Conrado III e o contingente alemão planejaram partir para a Terra Santa na Páscoa, mas só partiram em maio de 1147. Quando o exército alemão começou a cruzar o território bizantino, o imperador Manuel I posicionou suas tropas para evitar problemas. Uma breve Batalha de Constantinopla ocorreu em setembro e a derrota diante do imperador convenceu os alemães a se moverem rapidamente para a Ásia Menor. Sem esperar pelo contingente francês, Conrado III enfrentou os seljúcidas do Sultanato de Rum sob o comando do sultão Maçuce I, filho e sucessor de Quilije Arslã I, o inimigo da Primeira Cruzada. Maçuce e suas forças destruíram quase totalmente o contingente de Conrado na Segunda Batalha de Dorileia em 25 de outubro de 1147.
O contingente francês partiu em junho de 1147. Enquanto isso, Rogério II da Sicília, inimigo de Conrado, invadiu o território bizantino. Manuel I precisava de todo o seu exército para enfrentar essa força e, diferentemente dos exércitos da Primeira Cruzada, os alemães e franceses entraram na Ásia sem assistência bizantina. Os franceses encontraram os remanescentes do exército de Conrado no norte da Anatólia, e Conrado se juntou à força de Luís. Eles repeliram um ataque seljúcida na Batalha de Éfeso em 24 de dezembro de 1147. Poucos dias depois, eles foram novamente vitoriosos na Batalha do Meandro. Luís não teve a mesma sorte na Batalha do Monte Cadmo, em 6 de janeiro de 1148, quando o exército de Maçude infligiu pesadas perdas aos cruzados. Pouco depois, eles navegaram para Antioquia, quase totalmente destruída pela batalha e pela doença.
O exército cruzado chegou a Antioquia em 19 de março de 1148 com a intenção de retomar Edessa, mas Balduíno III de Jerusalém e os Cavaleiros Templários tinham outras ideias. O Concílio de Acre foi realizado em 24 de junho de 1148, mudando o objetivo da Segunda Cruzada para Damasco, um antigo aliado do reino que havia transferido sua lealdade para a dos zênguidas. Os cruzados lutaram na Batalha de Bosra com os damascenos no verão de 1147, sem um vencedor claro. A má sorte e as táticas deficientes dos cruzados levaram ao desastroso cerco de cinco dias a Damasco, de 24 a 28 de Julho de 1148. Os barões de Jerusalém retiraram o apoio e os cruzados recuaram diante da chegada de um exército de socorro liderado por Noradine. O moral caiu, a hostilidade aos bizantinos cresceu e a desconfiança se desenvolveu entre os cruzados recém-chegados e aqueles que haviam feito da região seu lar após as primeiras cruzadas. As forças francesas e alemãs sentiram-se traídas uma pela outra, persistindo durante uma geração devido à derrota, à ruína dos reinos cristãos na Terra Santa.
Na primavera de 1147, Eugênio III autorizou a expansão de sua missão para a Península Ibérica, equiparando essas campanhas contra os mouros ao restante da Segunda Cruzada. O bem-sucedido cerco de Lisboa, em 1 de julho a 25 de outubro de 1147, foi seguido pelo cerco de seis meses de Tortosa, que terminou em 30 de dezembro de 1148 com uma derrota para os mouros. No norte, alguns alemães estavam relutantes em lutar na Terra Santa, enquanto os pagãos vendos eram um problema mais imediato. A resultante Cruzada dos Vandos de 1147 foi parcialmente bem-sucedida, mas não conseguiu converter os pagãos ao cristianismo.
O desempenho desastroso desta campanha na Terra Santa prejudicou a posição do papado, azedou as relações entre os cristãos do reino e o Ocidente por muitos anos e encorajou os muçulmanos da Síria a esforços ainda maiores para derrotar os francos. Os fracassos terríveis desta Cruzada prepararam então o cenário para a queda de Jerusalém, levando à Terceira Cruzada.

#### Noradine e a ascensão de Saladino
No primeiro grande encontro após a Segunda Cruzada, as forças de Noradine destruíram o exército cruzado na Batalha de Inabe em 29 de junho de 1149. Raimundo de Poitiers, como príncipe de Antioquia, veio em auxílio da cidade sitiada, mas foi morto e sua cabeça foi apresentada a Noradine, que a encaminhou ao califa Almoctafi em Bagdá. Em 1150, Noradine derrotou Joscelino II de Edessa pela última vez, resultando na cegueira pública de Joscelino, que morreu na prisão em Alepo em 1159. Mais tarde naquele ano, na Batalha de Aintab, ele tentou, mas não conseguiu impedir a evacuação dos moradores da cidade de Turbessel por Balduíno III. As porções não conquistadas do Condado de Edessa, no entanto, cairiam nas mãos dos zênguidas dentro de alguns anos. Em 1152, Raimundo II de Trípoli tornou-se a primeira vítima franca dos Ordem dos Assassinos. Mais tarde naquele ano, Noradine capturou e queimou Tortosa, ocupando brevemente a cidade antes de ser tomada pelos Cavaleiros Templários como quartel-general militar.

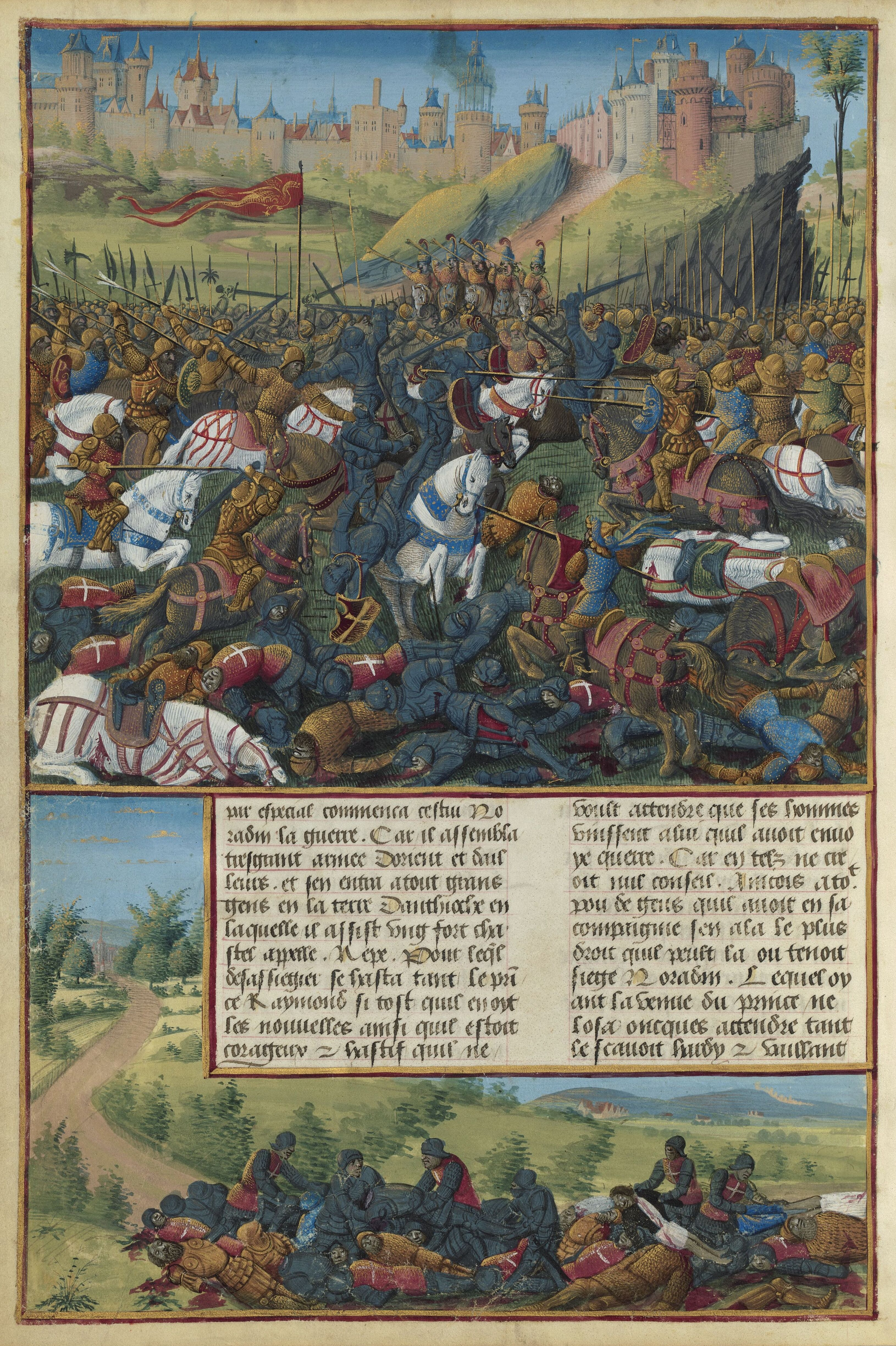
Vitória de Noradine na Batalha de Inabe, 1149. Ilustração das Passages d'outremer, c. 1490.

Depois que o Cerco de Ascalão terminou em 22 de agosto de 1153 com uma vitória dos cruzados, Damasco foi tomada por Noradine no ano seguinte, unindo toda a Síria sob o governo zênguida. Em 1156, Balduíno III foi forçado a fazer um tratado com Noradine e, mais tarde, fez uma aliança com o Império Bizantino. Em 18 de maio de 1157, Noradine iniciou um cerco ao contingente dos Cavaleiros Hospitalários em Banias, com o Grão-Mestre Bertrando de Blanchefort capturado. Balduíno III conseguiu romper o cerco, mas foi emboscado na ponte das filhas de Jacó em junho. Reforços de Antioquia e Trípoli conseguiram aliviar os cruzados sitiados, mas foram derrotados novamente naquele mês na Batalha do Lago Huleh. Em julho de 1158, os cruzados foram vitoriosos na Batalha de Butaiha. O cativeiro de Bertrando durou até 1159, quando o imperador Manuel I negociou uma aliança com Noradine contra os seljúcidas.
Balduíno III morreu em 10 de fevereiro de 1163 e Amalrico foi coroado rei de Jerusalém oito dias depois. Mais tarde naquele ano, ele derrotou os zênguidas na Batalha de al-Buqaia. Amalrico então empreendeu uma série de quatro invasões ao Egito de 1163 a 1169, aproveitando as fraquezas dos fatímidas.  A intervenção de Noradine na primeira invasão permitiu que seu general Shirkuh, acompanhado de seu sobrinho Saladino, entrasse no Egito. Xauar, o vizir deposto do califa fatímida Aladide, aliou-se a Amalrico, atacando Shirkuh no segundo cerco de Bilbeis, começando em agosto de 1164, após o primeiro cerco malsucedido de Amalrico em setembro de 1163. Esta ação deixou a Terra Santa sem defesas, e Noradine derrotou uma força cruzada na Batalha de Harim em agosto de 1164, capturando a maioria dos líderes francos.
Após o saque de Bilbeis, a força cruzada-fatímida enfrentaria o exército de Shirkuh na indecisa Batalha de al-Babein em 18 de março de 1167. Em 1169, Xauar e Shirkuh morreram, e al-Adid nomeou Saladino como vizir. Saladino, com reforços de Noradine, derrotou uma enorme força cruzada-bizantina no cerco de Damietta no final de outubro.  Isso fez com que Saladino recebesse a atenção da Ordem dos Assassinos, com tentativas de assassinato em janeiro de 1175 e novamente em 22 de maio de 1176.
Balduíno IV de Jerusalém tornou-se rei em 5 de julho de 1174, aos 13 anos de idade. Como era leproso, não se esperava que ele vivesse muito, sendo que serviu com vários regentes e foi co-governante com seu sobrinho Balduíno V de Jerusalém a partir do ano 1183. Balduíno IV, Reinaldo de Châtillon e os Cavaleiros Templários derrotaram Saladino na célebre Batalha de Monte Gisardo em 25 de novembro de 1177. Em junho de 1179, os cruzados foram derrotados na Batalha de Marj Ayyub, e em agosto o castelo inacabado em vau de Jacó caiu para Saladino, com o massacre de metade de sua guarnição templária. No entanto, o reino repeliu seus ataques na Batalha do Castelo de Belvoir em 1182 e mais tarde no Cerco de Kerak de 1183.

#### Queda de Jerusalém
Balduíno V tornou-se rei único após a morte de seu tio em 1185, sob a regência de Raimundo III de Trípoli. Raimundo negociou uma trégua com Saladino que deu errado quando o rei morreu no verão de 1186. Sua mãe, Sibila de Jerusalém, e seu marido Guido de Lusinhão foram coroados rainha e rei de Jerusalém no verão de 1186, pouco depois. Eles tiveram que lidar imediatamente com a ameaça representada por Saladino.
Apesar de sua derrota na Batalha de al-Fule no outono de 1183, Saladino aumentou seus ataques contra os francos, levando à derrota deles na Batalha de Cresson em 1º de maio de 1187. Guido de Lusinhão respondeu levantando o maior exército que Jerusalém já havia colocado em campo. Saladino atraiu essa força para um terreno inóspito, sem suprimentos de água, e os derrotou na Batalha de Hatim, em 4 de julho de 1187. Um dos principais comandantes foi Raimundo III de Trípoli, que viu sua força massacrada, com alguns cavaleiros desertando para o inimigo e escapando por pouco, apenas para ser considerado um traidor e covarde. Guido foi um dos poucos prisioneiros de Saladino após a batalha, junto com Reinaldo de Châtillon e Humphrey IV de Toron. Reinaldo foi decapitado em um acerto de contas antigo. Guido e Humphrey foram presos em Damasco e posteriormente libertados em 1188.
Como resultado de sua vitória, grande parte da Palestina rapidamente caiu para Saladino. O cerco de Jerusalém começou em 20 de setembro de 1187 e a cidade foi entregue a Saladino por Balião de Ibelin em 2 de outubro. Segundo alguns, em 19 de outubro de 1187, Urbano III morreu ao saber da derrota. Jerusalém estava novamente nas mãos dos muçulmanos. Muitos no reino fugiram para Tiro e o ataque subsequente de Saladino durante o cerco de Tiro, iniciado em novembro de 1187, não teve sucesso. O cerco ao Castelo de Belvoir começou no mês seguinte e a fortaleza hospitalária finalmente caiu um ano depois. Os cercos de Laodicéia e do Castelo de Sahyun em julho de 1188 e os cercos de al-Shughur e do Castelo de Bourzey em agosto de 1188 solidificaram ainda mais os ganhos de Saladino. O cerco de Safed no final de 1188 completou a conquista da Terra Santa por Saladino.

### Terceira Cruzada

Oriente Próximo, c. 1190, no início da Terceira Cruzada

Os anos seguintes à fundação do Reino de Jerusalém foram marcados por diversos desastres. A Segunda Cruzada não atingiu seus objetivos e deixou o Oriente muçulmano em uma posição mais forte com a ascensão de Saladino. Um Egito-Síria unidos levou à perda da própria Jerusalém e a Europa Ocidental não teve outra escolha senão lançar a Terceira Cruzada, desta vez liderada pelos reis da Europa.
As notícias da desastrosa derrota na Batalha de Hatim e da subsequente queda de Jerusalém chegaram gradualmente à Europa Ocidental. Urbano III morreu pouco depois de ouvir a notícia e seu sucessor Gregório VIII emitiu a bula Audita tremendi em 29 de outubro de 1187 descrevendo os eventos no Oriente e exortando todos os cristãos a pegar em armas e ir em auxílio daqueles no Reino de Jerusalém, convocando uma nova cruzada para a Terra Santa – a Terceira Cruzada – a ser liderada por Frederico Barbarossa e Ricardo I da Inglaterra.

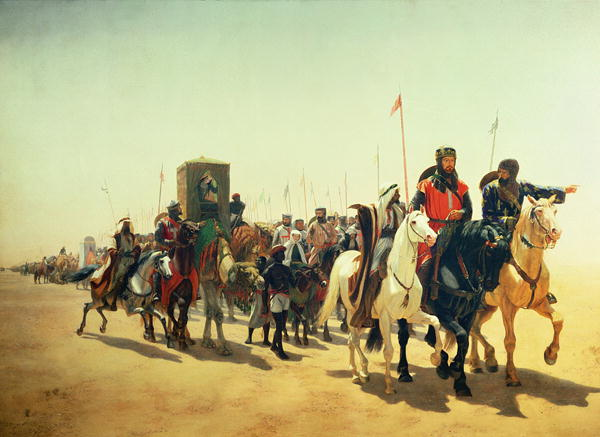
Ricardo Coração de Leão a caminho de Jerusalém, James William Glass (1850)

Frederico recebeu a cruz em março de 1188 e enviou um ultimato a Saladino, exigindo a devolução da Palestina e desafiando-o para a batalha. Em maio de 1189, o exército de Frederico partiu para Bizâncio. Em março de 1190, Frederico embarcou para a Ásia Menor. Os exércitos vindos da Europa Ocidental avançaram pela Anatólia, derrotando os turcos e chegando até a Armênia Cilícia. Em 10 de junho de 1190, Frederico se afogou perto do Castelo de Silifke. Sua morte fez com que milhares de soldados alemães deixassem a força e retornassem para casa. O exército alemão restante moveu-se sob o comando das forças inglesas e francesas que chegaram pouco depois.
Ricardo Coração de Leão já havia tomado a cruz como Conde de Poitou em 1187. Seu pai, Henrique II da Inglaterra, e Filipe II da França, fizeram isso em 21 de janeiro de 1188, após receberem notícias da queda de Jerusalém para Saladino. Ricardo I e Filipe II da França concordaram em participar da Terceira Cruzada em janeiro de 1188. Ao chegar à Terra Santa, Ricardo liderou seu apoio ao cerco estagnado de Acre. Os defensores muçulmanos se renderam em 12 de julho de 1191. Ricardo permaneceu no comando exclusivo das forças cruzadas após a partida de Filipe II em 31 de julho de 1191. Em 20 de agosto de 1191, Ricardo mandou decapitar mais de 2 mil prisioneiros no massacre de Ayyadieh. Saladino ordenou posteriormente a execução dos seus prisioneiros cristãos em retaliação.
Ricardo seguiu para o sul, derrotando as forças de Saladino na Batalha de Arçufe em 7 de setembro de 1191. Três dias depois, Ricardo tomou Jafa, ocupada por Saladino desde 1187, e avançou para o interior em direção a Jerusalém. Em 12 de dezembro de 1191, Saladino dispersou a maior parte de seu exército. Ao saber disso, Ricardo avançou com seu exército até 19 quilômetros de Jerusalém antes de recuar para a costa. Os cruzados fizeram outro avanço sobre Jerusalém, chegando perto da cidade em junho, antes de serem forçados a recuar novamente. Hugo III da Borgonha, líder dos francos, estava convencido de que um ataque direto a Jerusalém deveria ser feito. Isso dividiu o exército cruzado em duas facções, e nenhuma delas era forte o suficiente para atingir seu objetivo. Sem um comando unido, o exército não teve outra escolha a não ser recuar para o litoral.
Em 27 de julho de 1192, o exército de Saladino iniciou a Batalha de Jafa, capturando a cidade. As forças de Ricardo invadiram Jafa pelo mar e os muçulmanos foram expulsos da cidade. As tentativas de retomar Jafa falharam e Saladino foi forçado a recuar. Em 2 de setembro de 1192, Ricardo e Saladino firmaram o Tratado de Jafa, estabelecendo que Jerusalém permaneceria sob controle muçulmano, ao mesmo tempo em que permitia que peregrinos e comerciantes cristãos desarmados visitassem livremente a cidade. Este tratado pôs fim à Terceira Cruzada.

### Cruzada de 1197
Três anos depois, Henrique VI lançou a Cruzada de 1197. Enquanto suas forças estavam a caminho da Terra Santa, Henrique VI morreu em Messina em 28 de setembro de 1197. Os nobres que permaneceram capturaram a costa do Levante entre Tiro e Trípoli antes de retornar à Alemanha. A Cruzada terminou em 1 de julho de 1198 após a captura de Sidon e Beirute.

### Quarta Cruzada

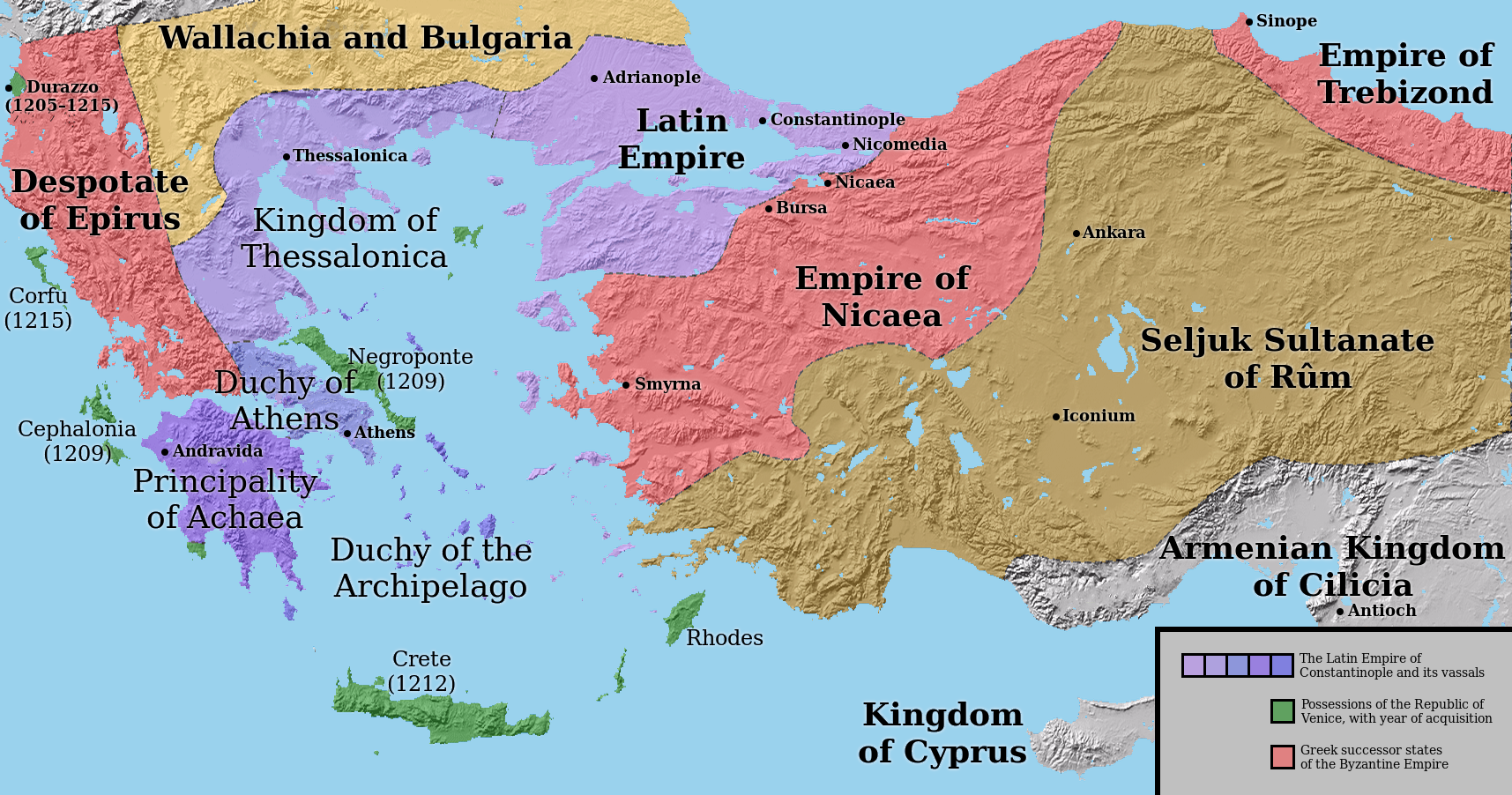
Império Latino e estados bizantinos em 1205. Verde marca as aquisições venezianas; rosa os estados bizantinos; roxo o Império Latino e seus vassalos

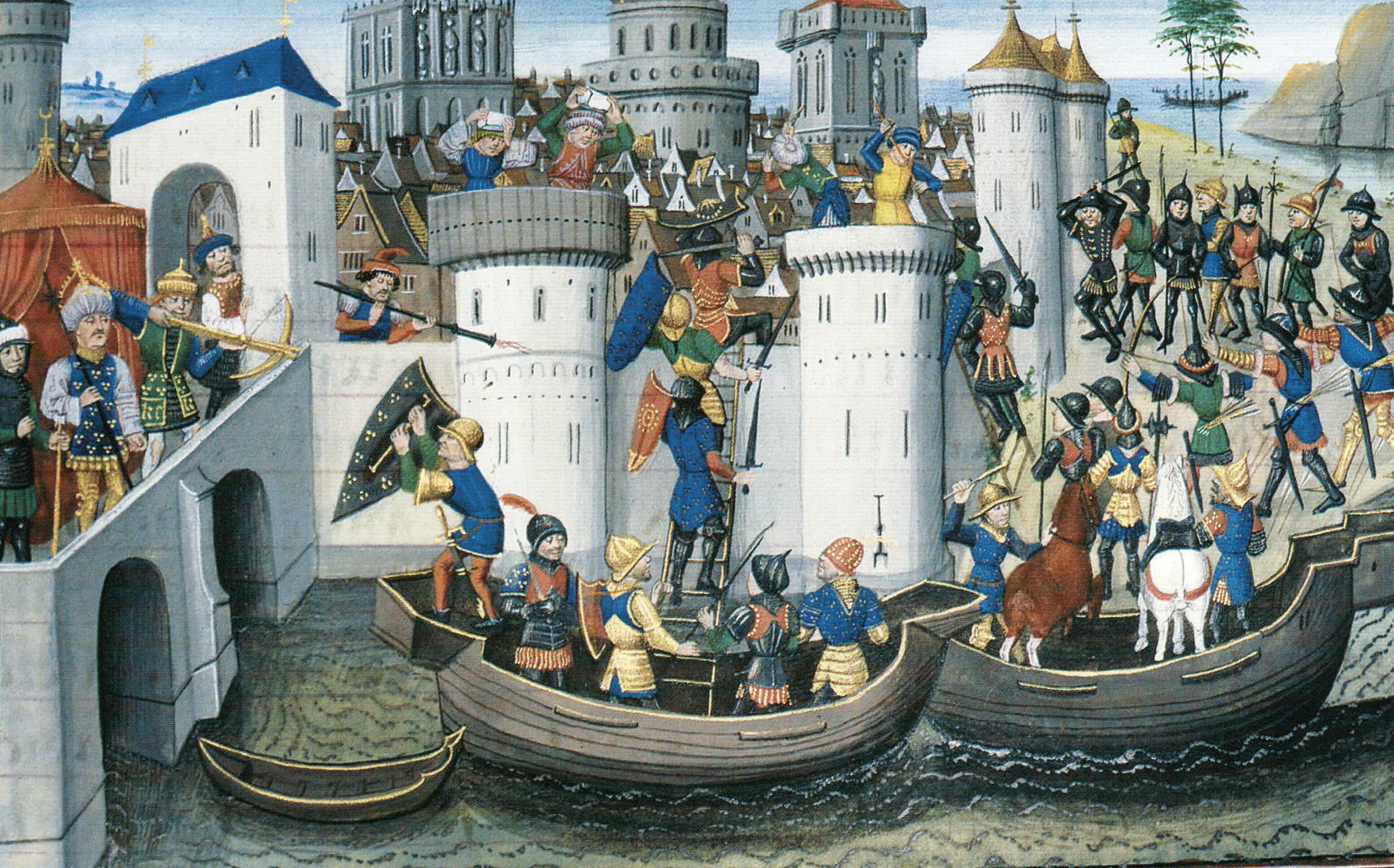
Conquista da cidade ortodoxa de Constantinopla pelos cruzados em 1204 (BNF Arsenal MS 5090, século XV)

Em 1198, o recém-eleito Papa Inocêncio III anunciou uma nova cruzada, organizada por três franceses: Teobaldo de Champagne; Luís de Blois e Balduíno de Flandres. Após a morte prematura de Teobaldo, o italiano Bonifácio de Montferrat o substituiu como o novo comandante da campanha. Eles firmaram um contrato com a República de Veneza para o transporte de 30 mil cruzados a um custo de 85 mil marcos. No entanto, muitos escolheram outros portos de embarque e apenas cerca de 15 mil chegaram a Veneza. Enrico Dandolo, o Doge de Veneza, propôs que Veneza seria compensada com os lucros de futuras conquistas, começando com a tomada da cidade cristã de Zadar. O papel do Papa Inocêncio III foi ambivalente. Ele só condenou o ataque quando o cerco começou. Ele retirou seu legado para se dissociar do ataque, mas parecia tê-lo aceitado como inevitável. Os historiadores questionam se, para ele, o desejo papal de salvar a cruzada pode ter superado a consideração moral de derramar sangue cristão.
A cruzada foi acompanhada pelo Rei Filipe da Suábia, que pretendia usar a Cruzada para instalar seu cunhado exilado, Aleixo IV Ângelo, como Imperador. Isto exigiu a derrubada de Aleixo III Ângelo, cujo tio, Aleixo IV, ofereceu à cruzada 10 mil tropas, 200 mil marcos e a reunião da Igreja Grega com Roma se eles derrubassem Aleixo III. Quando a cruzada entrou em Constantinopla, Aleixo III fugiu e foi substituído por seu sobrinho. A resistência grega levou Aleixo IV a buscar apoio contínuo da cruzada até que pudesse cumprir seus compromissos. Isso terminou com seu assassinato em uma violenta revolta antilatina. Os cruzados não tinham navios navegáveis, suprimentos ou alimentos. A sua única rota de fuga era através da cidade, tomando à força o que Aleixo tinha prometido e o novo governante bizantino anti-ocidental – Aleixo V Ducas – negou-os. O Saque de Constantinopla envolveu três dias de pilhagem de igrejas e matança de grande parte da população cristã ortodoxa grega. Este saque não era incomum, considerando os padrões militares violentos da época, mas contemporâneos como Inocêncio III e Ali ibne Alatir viram-no como uma atrocidade contra séculos de civilização clássica e cristã.

### Quinta Cruzada

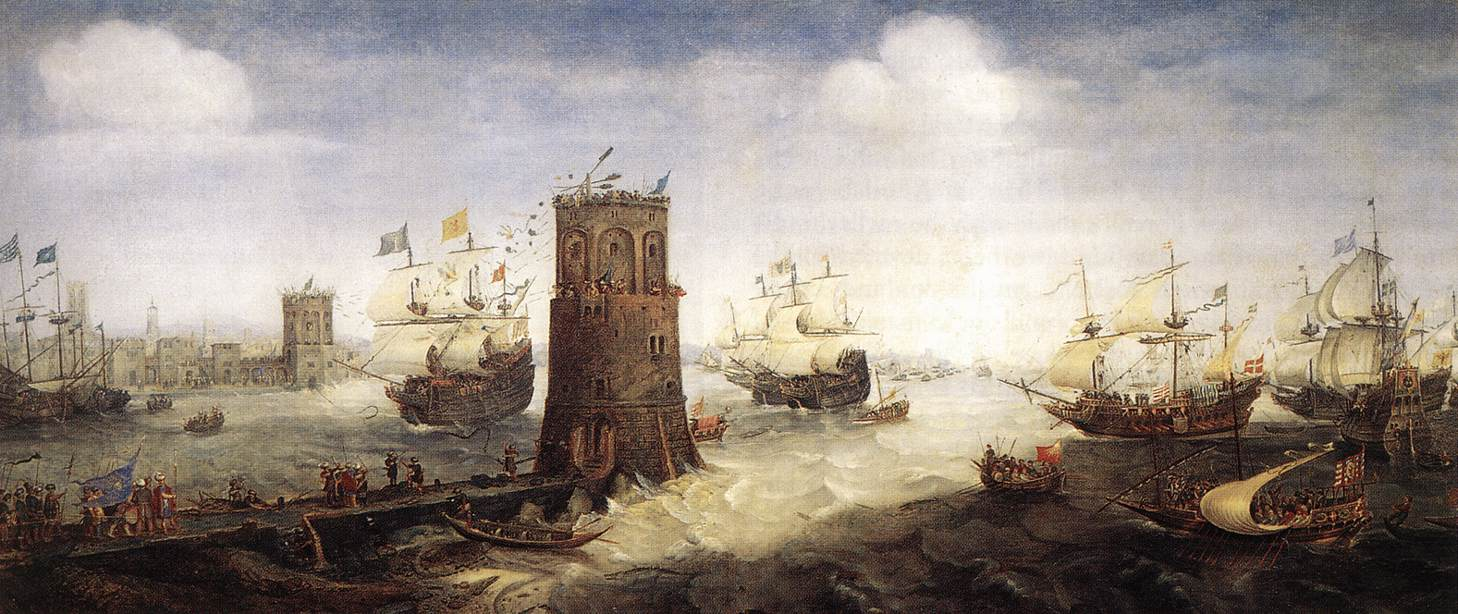
Os cruzados atacam a torre de Damietta durante o cerco de Damieta em uma pintura de Cornelis Claesz van Wieringen.

A Quinta Cruzada (1217–1221) foi uma campanha dos europeus ocidentais para reconquistar Jerusalém e o resto da Terra Santa, conquistando primeiro o Egito, governado pelo sultão Adil, irmão de Saladino. Em 1213, Inocêncio III convocou outra Cruzada no Quarto Concílio de Latrão e na bula papal Quia maior. Inocêncio morreu em 1216 e foi sucedido por Honório III, que imediatamente convocou André II da Hungria e Frederico II da Alemanha para liderar uma Cruzada. Frederico tomou a cruzada em 1215, mas hesitou, com a sua coroa ainda em disputa, e Honório atrasou a expedição.
André II partiu para Acre em agosto de 1217, juntando-se a João I de Brienne, rei de Jerusalém. O plano inicial de um ataque duplo na Síria e no Egito foi abandonado e, em vez disso, o objetivo passou a ser operações limitadas na Síria. Depois de realizar pouco, o doente André retornou à Hungria no início de 1218. Como ficou claro que Frederico II não viria para o leste, os comandantes restantes começaram a planejar o ataque ao porto egípcio de Damieta.
As fortificações de Damieta incluíam o Burj al-Silsilah – a torre da corrente – com enormes correntes que poderiam se estender pelo Nilo. O cerco de Damieta começou em junho de 1218 com um ataque bem-sucedido à torre. A perda da torre foi um grande choque para os aiúbidas, e o sultão Adil morreu logo depois. Ele foi sucedido como sultão por seu filho Camil. Outras ações ofensivas dos cruzados teriam que esperar até a chegada de forças adicionais, incluindo Pelágio com um contingente de romanos. Um grupo da Inglaterra chegou pouco depois.
Em fevereiro de 1219, os cruzados cercaram Damieta, e Camil abriu negociações, pedindo que emissários fossem ao seu acampamento. Ele ofereceu entregar o reino de Jerusalém, menos as fortalezas de Caraque e o Montréal, que guardavam a estrada para o Egito, em troca da evacuação do Egito. João de Brienne e os outros líderes seculares eram a favor da oferta, já que o objetivo original da Cruzada era a recuperação de Jerusalém. Mas Pelágio e os líderes dos templários e hospitalários recusaram. Mais tarde, Francisco de Assis chegou para negociar sem sucesso com o sultão.
Em novembro de 1219, os cruzados entraram em Damieta e a encontraram abandonada depois que Camil moveu seu exército para o sul. Na cidade capturada, Pelágio não conseguiu tirar os cruzados da inatividade e muitos retornaram para casa, com seus votos cumpridos. Camil aproveitou essa calmaria para reforçar seu novo acampamento em Almançora, renovando sua oferta de paz aos cruzados, que foi novamente recusada. Frederico II enviou tropas e disse que as seguiria em breve, mas eles tinham ordens de não iniciar operações ofensivas até que ele chegasse.
Em julho de 1221, Pelágio começou a avançar para o sul. João de Brienne argumentou contra a medida, mas não teve poder para impedi-la. Já considerado traidor por se opor aos planos e ameaçado de excomunhão, João se juntou à força sob o comando do legado. Na Batalha de Almançora, que se seguiu, no final de agosto, Camil abriu as comportas ao longo da margem direita do Nilo, inundando a área e tornando a batalha impossível. Pelágio não teve outra escolha senão render-se.
Os cruzados ainda tinham alguma influência, pois Damieta estava bem guarnecida. Eles ofereceram ao sultão uma retirada de Damieta e uma trégua de oito anos em troca da passagem do exército cruzado, a libertação de todos os prisioneiros e a devolução da relíquia da Verdadeira Cruz. Antes da rendição formal de Damieta, os dois lados manteriam reféns, entre eles João de Brienne e Hermann de Salza para o lado dos francos e um filho de Camil para o Egito. Os mestres das ordens militares foram enviados para Damieta, onde as forças resistiram à rendição, com a notícia da rendição, que aconteceu em 8 de setembro de 1221. A Quinta Cruzada terminou, um fracasso abismal, incapaz de obter sequer o retorno do pedaço da Verdadeira Cruz.

### Sexta Cruzada

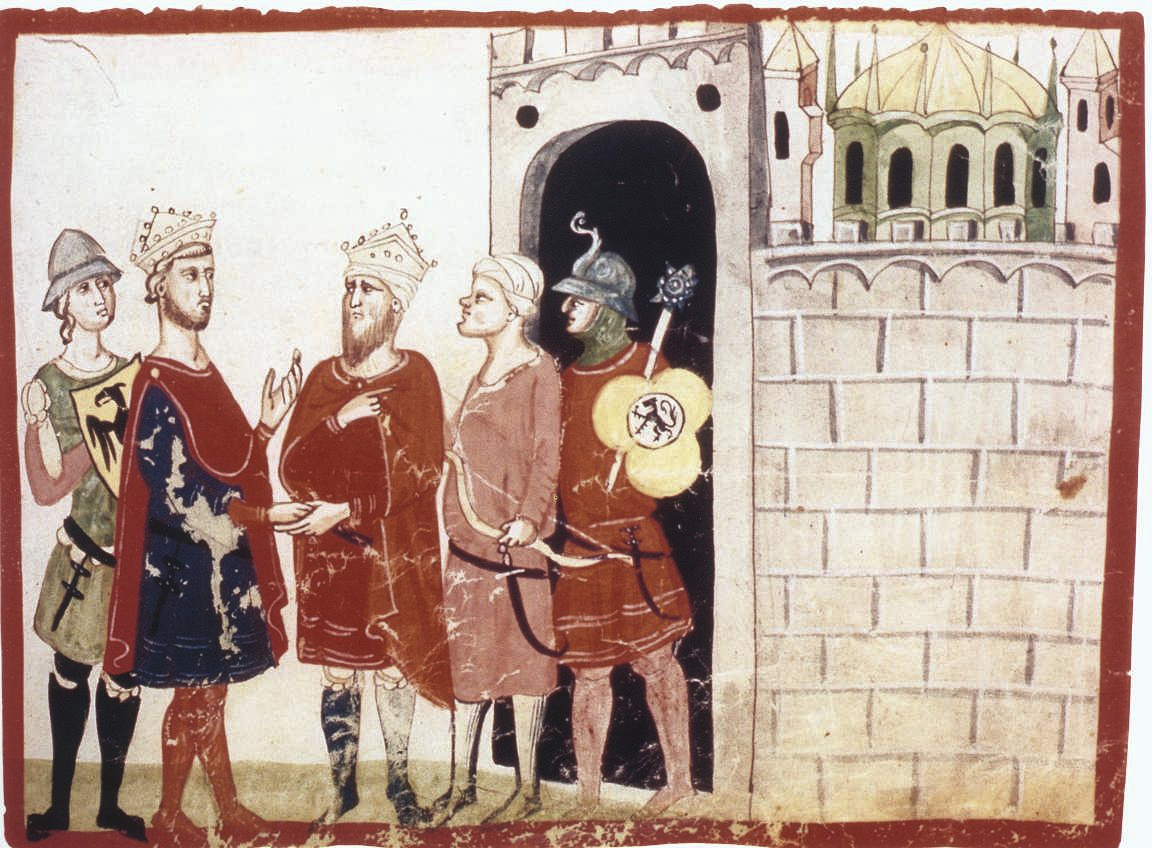
Sacro Imperador Romano FredericoII (esquerda) encontra al-Kamil (direita), iluminação de Nuova Cronica de Giovanni Villani (Biblioteca do Vaticano ms. Chigiano L VIII 296, 14ºséculo).

A Sexta Cruzada (1228–1229) foi uma expedição militar para recapturar a cidade de Jerusalém. Tudo começou sete anos após o fracasso da Quinta Cruzada e envolveu muito pouca luta real. As manobras diplomáticas de Frederico II resultaram na recuperação de algum controle sobre Jerusalém durante grande parte dos quinze anos seguintes. A Sexta Cruzada também é conhecida como a Cruzada de Frederico II.
De todos os soberanos europeus, apenas Frederico II, o Sacro Imperador Romano, estava em condições de reconquistar Jerusalém. Frederico foi, como muitos dos governantes do século XIII, um crucesignatus em série desde 1215. Depois de muita discussão, um acordo oneroso entre o imperador e o Papa Honório III foi assinado em 25 de julho de 1225 em San Germano. Frederico prometeu partir para a Cruzada em agosto de 1227 e permanecer por dois anos. Durante esse período, ele deveria manter e apoiar forças na Síria e depositar fundos de custódia em Roma em ouro. Esses fundos seriam devolvidos ao imperador quando ele chegasse a Acre. Se ele não chegasse, o dinheiro seria empregado nas necessidades da Terra Santa. Frederico II iria para a Cruzada como rei de Jerusalém. Ele se casou por procuração com a filha de João de Brienne, Isabel II, em agosto de 1225 e eles se casaram formalmente em 9 de novembro de 1227. Frederico reivindicou a realeza de Jerusalém, apesar de João ter recebido garantias de que permaneceria como rei. Frederico assumiu a coroa em dezembro de 1225. O primeiro decreto real de Frederico foi conceder novos privilégios aos Cavaleiros Teutônicos, colocando-os em pé de igualdade com os templários e hospitalários.
Após a Quinta Cruzada, o sultão aiúbida Camil envolveu-se na guerra civil na Síria e, tendo tentado sem sucesso negociações com o Ocidente a partir de 1219, tentou novamente esta abordagem, oferecendo a devolução de grande parte da Terra Santa em troca de apoio militar. Tornando-se papa em 1227, Gregório IX estava determinado a prosseguir com a Cruzada. Os primeiros contingentes de cruzados partiram em agosto de 1227, juntando-se às forças do reino e fortificando as cidades costeiras. O imperador foi atrasado enquanto seus navios eram reformados. Ele partiu em 8 de setembro de 1227, mas antes de chegarem à primeira parada, Frederico foi atingido pela peste e desembarcou para garantir atendimento médico. Determinado a manter seu juramento, ele enviou sua frota para Acre. Ele enviou seus emissários para informar Gregório IX sobre a situação, mas o papa não se importou com a doença de Frederico, apenas que ele não havia cumprido seu acordo. Frederico foi excomungado em 29 de setembro de 1227, considerado um violador imprudente do seu juramento sagrado feito muitas vezes.
Frederico fez seu último esforço para se reconciliar com Gregório, mas não teve sucesso e partiu de Brindisi em junho de 1228. Após uma parada em Chipre, Frederico II chegou a Acre em 7 de setembro de 1228 e foi recebido calorosamente pelas ordens militares, apesar de sua excomunhão. O exército de Frederico não era grande, sendo composto principalmente por alemães, sicilianos e ingleses. Das tropas que ele enviou em 1227, a maioria já havia retornado para casa. Ele não podia nem bancar nem montar uma campanha mais longa na Terra Santa devido à guerra com o papado. A Sexta Cruzada seria uma de negociação.
Depois de resolver as lutas internas na Síria, a posição de Camil ficou mais forte do que um ano antes, quando ele fez sua oferta original a Frederico. Por razões desconhecidas, os dois lados chegaram a um acordo. O resultante Tratado de Jafa foi concluído em 18 de fevereiro de 1229, com Camil rendendo Jerusalém, com exceção de alguns locais sagrados muçulmanos, e concordando com uma trégua de dez anos. Frederico entrou em Jerusalém em 17 de março de 1229 e recebeu a rendição formal da cidade pelo representatne de Camil e no dia seguinte, coroou-se. Em 1º de maio de 1229, Frederico partiu de Acre e chegou à Sicília um mês antes de o papa saber que ele havia deixado a Terra Santa. Frederico obteve do papa o alívio de sua excomunhão em 28 de agosto de 1230 no Tratado de Ceprano.
Os resultados da Sexta Cruzada não foram universalmente aclamados. Duas cartas do lado cristão contam histórias diferentes, com Frederico a elogiar o grande sucesso do empreendimento e o patriarca latino a pintar um quadro mais sombrio do imperador e das suas realizações. Do lado muçulmano, o próprio Camil ficou satisfeito com o acordo, mas outros consideraram o tratado um acontecimento desastroso. No final, a Sexta Cruzada devolveu Jerusalém com sucesso ao domínio cristão e estabeleceu um precedente ao obter sucesso na cruzada sem o envolvimento papal.

### Cruzadas de 1239–1241

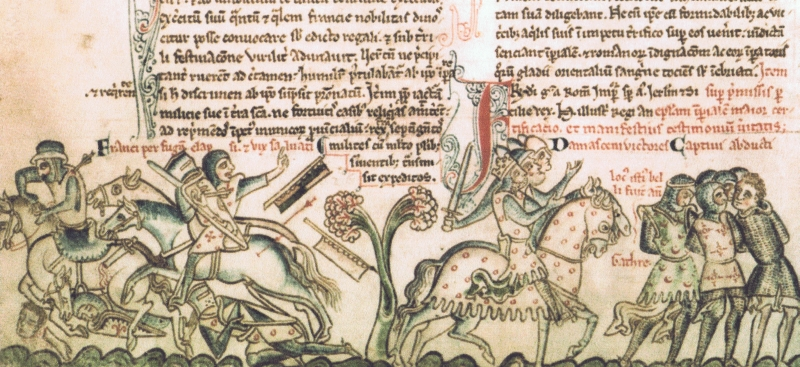
A derrota dos cruzados em Gaza, retratada na Chronica majora de Mateus Paris, século XIII

As Cruzadas de 1239-1241, também conhecidas como Cruzada dos Barões, foram uma série de cruzadas à Terra Santa que, em termos territoriais, foram as mais bem-sucedidas desde a Primeira Cruzada. As principais expedições foram lideradas separadamente por Teobaldo I de Navarra e Ricardo da Cornualha. Essas cruzadas são às vezes discutidas junto com a de Balduíno de Courtenay para Constantinopla.
Em 1229, Frederico II e o sultão Camil concordaram com uma trégua de dez anos. No entanto, Gregório IX, que havia condenado essa trégua desde o início, emitiu a bula papal Rachel suum videns em 1234, convocando uma nova cruzada quando a trégua expirasse. Vários nobres ingleses e franceses aceitaram a proposta de uma nova cruzada, mas a partida foi adiada porque Frederico, cujas terras os cruzados planejavam cruzar, se opunha a qualquer atividade cruzada antes do término desta trégua. Frederico foi novamente excomungado em 1239, fazendo com que a maioria dos cruzados evitasse seus territórios em seu caminho para a Terra Santa.
A expedição francesa foi liderada por Teobaldo I de Navarra e Hugo da Borgonha, acompanhados por Amaury de Montfort e Pedro de Dreux. Em 1 de setembro de 1239, Teobaldo chegou a Acre e logo foi atraído para a guerra civil aiúbida, que estava ocorrendo desde a morte de al-Kamil em 1238. No final de setembro, o irmão de Camil , as-Salih Ismail, tomou Damasco de seu sobrinho, Sale Aiube, e reconheceu Adil II como sultão do Egito. Teobaldo decidiu fortificar Ascalão para proteger a fronteira sul do reino e depois atacar Damasco. Enquanto os cruzados marchavam de Acre para Jafa, as tropas egípcias se moveram para proteger a fronteira no que se tornaria a Batalha de Gaza. Contrariando as instruções de Teobaldo e os conselhos das ordens militares, um grupo decidiu avançar contra o inimigo sem mais delongas, mas foram surpreendidos pelos muçulmanos, que infligiram uma derrota devastadora aos francos. Os mestres das ordens militares então convenceram Teobaldo a recuar para Acre em vez de perseguir os egípcios e seus prisioneiros francos. Um mês após a batalha de Gaza, an-Nasir Dā'ūd, emir de Caraque, tomou Jerusalém, praticamente desprotegida. O conflito interno entre os aiúbidas permitiu que Teobaldo negociasse a devolução de Jerusalém. Em setembro de 1240, Teobaldo partiu para a Europa, enquanto Hugo da Borgonha permaneceu para ajudar a fortificar Ascalão.
Em 8 de outubro de 1240, a expedição inglesa chegou, liderada por Ricardo da Cornualha. A força marchou para Jafa, onde concluiu as negociações para uma trégua com os líderes aiúbidas iniciadas por Teobaldo apenas alguns meses antes. Ricardo consentiu, o novo acordo foi ratificado por Aiube em 8 de fevereiro de 1241 e prisioneiros de ambos os lados foram libertados em 13 de abril. Enquanto isso, as forças de Ricardo ajudaram a trabalhar nas fortificações de Ascalão, que foram concluídas em meados de março de 1241. Ricardo confiou a nova fortaleza a um representante imperial e partiu para a Inglaterra em 3 de maio de 1241.
Em julho de 1239, Balduíno de Courtenay, o jovem herdeiro do Império Latino, viajou para Constantinopla com um pequeno exército. No inverno de 1239, Balduíno finalmente retornou a Constantinopla, onde foi coroado imperador por volta da Páscoa de 1240, após o que lançou sua cruzada. Balduíno então sitiou e capturou Tzurulum, uma fortaleza nicena a 120 quilômetros a oeste de Constantinopla.
Embora a Cruzada dos Barões tenha devolvido o reino ao seu maior tamanho desde 1187, os ganhos seriam drasticamente revertidos alguns anos depois. Em 15 de julho de 1244, a cidade foi reduzida a ruínas durante o cerco de Jerusalém e seus cristãos foram massacrados pelo exército corasimiano. Poucos meses depois, a Batalha de La Forbie paralisou permanentemente o poder militar cristão na Terra Santa. O saque da cidade e o massacre que o acompanhou encorajaram Luís IX de França a organizar a Sétima Cruzada.

### Sétima Cruzada

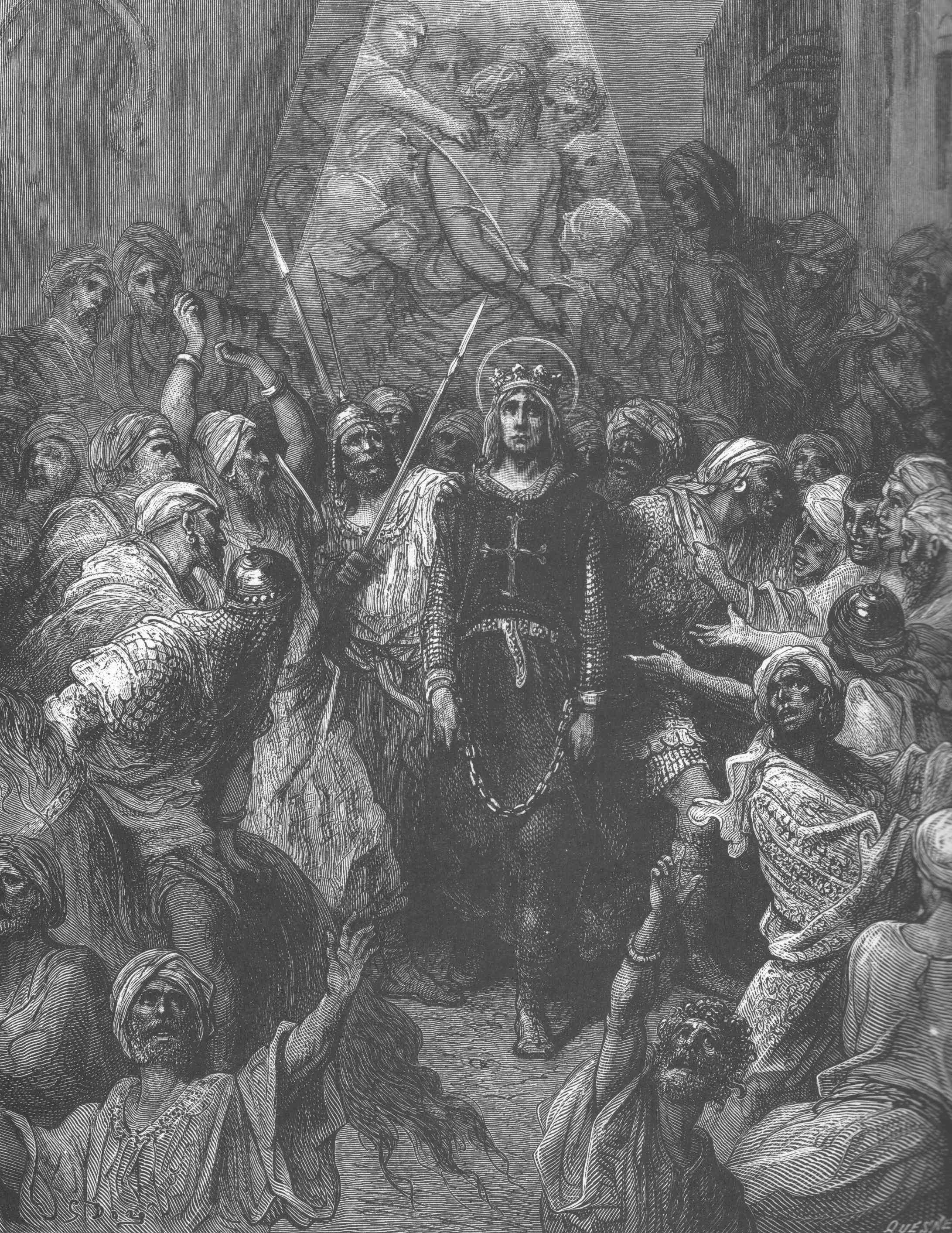
Luís IX sendo feito prisioneiro na Batalha de Fariskur (Gustave Doré)

A Sétima Cruzada (1248–1254) foi a primeira das duas Cruzadas lideradas por Luís IX da França. Seu objetivo era recuperar a Terra Santa atacando o Egito, a principal sede do poder muçulmano no Oriente Médio, então sob o comando de Sale Aiube, filho de Camil. A Cruzada foi conduzida em resposta aos reveses no Reino de Jerusalém, começando com a perda da Cidade Santa em 1244, e foi pregada por Inocêncio IV em conjunto com uma cruzada contra o imperador Frederico II, as cruzadas prussianas e as incursões mongóis.
No final de 1244, Luís foi acometido por uma grave infecção de malária e jurou que, se se recuperasse, partiria para uma nova cruzada. Sua vida foi poupada e, assim que sua saúde o permitiu, imediatamente começou os preparativos. No ano seguinte, o papa presidiu o Primeiro Concílio de Lyon, dirigindo uma nova Cruzada sob o comando de Luís. Com Roma sitiada por Frederico, o papa também emitiu a Ad Apostolicae Dignitatis Apicem, renovando formalmente a sentença de excomunhão do imperador, e declarou-o deposto do trono imperial e de Nápoles.
O esforço de recrutamento sob o comando do cardeal Eudes de Châteauroux foi difícil e a Cruzada finalmente começou em 12 de agosto de 1248, quando Luís IX deixou Paris sob a insígnia de um peregrino, o Auriflama. Com ele estavam a rainha Margarida da Provença e dois irmãos de Luís, Carlos I de Anjou e Roberto I de Artois. Seu irmão mais novo, Afonso de Poitiers, partiu no ano seguinte. Eles foram seguidos por Hugo IV da Borgonha, Pedro Maulcerc, Hugo XI de Lusinhão, companheiro real e cronista Jean de Joinville, e um destacamento inglês sob o comando de William Longespée, neto de Henrique II da Inglaterra.
A primeira parada foi Chipre, chegando em setembro de 1248, onde enfrentaram uma longa espera até que as forças se reunissem. Muitos homens perderam-se no caminho ou devido a doenças. Os francos logo foram recebidos pelos habitantes de Acre, incluindo os mestres das Ordens Jean de Ronay e Guilherme de Sonnac. Os dois filhos mais velhos de João de Brienne, Afonso de Brienne e Luís de Brienne, também se juntariam, assim como João de Ibelin, sobrinho do Velho Senhor de Beirute. Guilherme de Vilearduin também chegou com navios e soldados francos da Moreia. Ficou acordado que o Egito era o objetivo e muitos se lembraram de como o pai do sultão estava disposto a trocar Jerusalém por Damieta na Quinta Cruzada. Luís não estava disposto a negociar com os muçulmanos infiéis, mas procurou sem sucesso uma aliança franco-mongol, refletindo o que o papa havia procurado em 1245.
Sale Aiube estava conduzindo uma campanha em Damasco quando os francos invadiram, pois ele esperava que os cruzados desembarcassem na Síria. Apressando suas forças de volta ao Cairo, ele recorreu ao seu vizir Fakhr ad-Din ibn as-Shaikh para comandar o exército que fortificou Damieta em antecipação à invasão. Em 5 de junho de 1249, a frota cruzada iniciou o desembarque e subsequente cerco de Damieta. Após uma curta batalha, o comandante egípcio decidiu evacuar a cidade. Notavelmente, Damietta foi capturada com apenas uma baixa dp lado cruzado. A cidade se tornou uma cidade franca e Luís esperou até que as enchentes do Nilo diminuíssem antes de avançar, lembrando-se das lições da Quinta Cruzada. A perda de Damietta foi um choque para o mundo muçulmano e Sele Aiube se ofereceu para trocar Damieta por Jerusalém, como seu pai havia feito trinta anos antes. A oferta foi rejeitada. No final de outubro de 1249, o Nilo havia recuado e reforços chegaram. Era hora de avançar, e o exército franco partiu em direção a Almançora.
O sultão morreu em novembro de 1249 e sua viúva Xajar Aldur escondeu a notícia da morte do marido. Ela falsificou um documento que nomeava seu filho Turã Xá, então na Síria, como herdeiro e Fakhr ad-Din como vice-rei.  Mas a cruzada continuou e, em dezembro de 1249, Luís estava acampado nas margens do rio em frente a Almançora. Durante seis semanas, os exércitos do Ocidente e do Egito se enfrentaram em lados opostos do canal, levando à Batalha de Almançora, que terminaria em 11 de fevereiro de 1250 com uma derrota egípcia. Luís obteve sua vitória, mas ao custo da perda de grande parte de sua força e de seus comandantes. Entre os sobreviventes estavam o mestre templário Guilherme de Sonnac, que perdeu um olho, Humberto V de Beaujeu, condestável da França, João II de Soissons, e o duque da Bretanha, Pedro Maulcerc. Entre os mortos estavam o irmão do rei, Roberto I de Artois, William Longespée e a maioria de seus seguidores ingleses, Pedro de Courtenay e Raul II de Coucy. Mas a vitória duraria pouco. Em 11 de fevereiro de 1250, os egípcios atacaram novamente. O mestre templário Guillaume de Sonnac e o mestre hospitalário interino Jean de Ronay foram mortos. Afonso de Poitiers, que guardava o acampamento, foi cercado e resgatado pelos seguidores do acampamento. Ao cair da noite, os muçulmanos desistiram do ataque.
Em 28 de fevereiro de 1250, Turã Xã chegou de Damasco e iniciou uma ofensiva egípcia, interceptando os barcos que traziam comida de Damieta. Os francos foram rapidamente assolados pela fome e pela doença. A Batalha de Fariskur, travada em 6 de abril de 1250, seria a derrota decisiva do exército de Luís, que sabia que o exército deveria ser levado para Damieta. eEes partiram na manhã de 5 de abril, com o rei na retaguarda e os egípcios em seu encalço. No dia seguinte, os muçulmanos cercaram o exército e atacaram com força total. Em 6 de abril, a rendição de Luís foi negociada diretamente com o sultão por Filipe de Montfort. O rei e sua comitiva foram levados acorrentados para Almançora e todo o exército foi reunido e levado ao cativeiro.
Os egípcios não estavam preparados para o grande número de prisioneiros feitos, que constituíam a maior parte da força de Luís. Os enfermos eram executados imediatamente e centenas de pessoas eram decapitadas diariamente. Luís e seus comandantes foram transferidos para Almançora e as negociações para sua libertação começaram. Os termos acordados foram duros. Luís deveria resgatar-se através da rendição de Damieta e do seu exército, mediante o pagamento de um milhão de besantes (mais tarde reduzido para 800 mil). O patriarca latino Roberto de Nantes foi sob salvo-conduto para completar os preparativos para o resgate. Ao chegar ao Cairo, ele encontrou Turã Xã morto, assassinado em um golpe instigado por sua madrasta Xajar Aldur. Em 6 de maio, Geoffrey de Sergines entregou Damieta à vanguarda muçulmana. Muitos soldados feridos foram deixados para trás e, contrariando sua promessa, os muçulmanos massacraram todos eles. Em 1251, a Cruzada dos Pastores, uma cruzada popular formada com o objetivo de libertar Luís, tomou conta da França. Após sua libertação, Luís foi para Acre, onde permaneceu até 1254. Isto é considerado o fim da Sétima Cruzada.

### Cruzadas finais
Após a derrota dos cruzados no Egito, Luís permaneceu na Síria até 1254 para consolidar os Estados cruzados. Uma brutal luta pelo poder se desenvolveu no Egito entre vários líderes mamelucos e os fracos governantes aiúbidas restantes. A ameaça representada por uma invasão dos mongóis levou um dos líderes mamelucos concorrentes, Cutuz, a tomar o sultanato em 1259 e se unir a outra facção liderada por Baibars para derrotar os mongóis na Batalha de Ain Jalut. Os mamelucos rapidamente ganharam o controle de Damasco e Alepo antes que Cutuz fosse assassinado e Baibers assumisse o controle.
Entre 1265 e 1271, Baibars expulsou os francos para alguns pequenos postos avançados costeiros. Baibars tinha três objetivos principais: impedir uma aliança entre os latinos e os mongóis, causar dissensão entre os mongóis (particularmente entre a Horda Dourada e o Ilcanato Persa) e manter acesso a um suprimento de recrutas escravos das estepes russas. Ele apoiou a resistência fracassada de Manfredo da Sicília ao ataque de Carlos e do papado. A dissensão nos Estados cruzados levou a conflitos como a Guerra de São Sabas. A República de Veneza expulsou os genoveses de Acre para Tiro, onde continuaram a negociar com o Egito. Na verdade, Baibars negociou passagem livre para os genoveses com Miguel VIII Paleólogo, Imperador de Niceia, o governante recém-restaurado de Constantinopla. Em 1270, Carlos transformou seu irmão no rei Luís A cruzada de IX, conhecida como a Oitava Cruzada, foi em seu próprio benefício, persuadindo-o a atacar Tunes. O exército cruzado foi devastado pela doença e o próprio Luís morreu em Túnis em 25 de agosto. A frota retornou à França. O príncipe Eduardo, o futuro rei da Inglaterra, e uma pequena comitiva chegaram tarde demais para o conflito, mas continuaram para a Terra Santa no que é conhecido como a Cruzada do Lorde Eduardo (ou Nona Cruzada). Eduardo sobreviveu a uma tentativa de assassinato, negociou uma trégua de dez anos e depois retornou para administrar seus negócios na Inglaterra. Isto pôs fim ao último esforço significativo de cruzada no Mediterrâneo oriental.

### Declínio e queda dos Estados cruzados

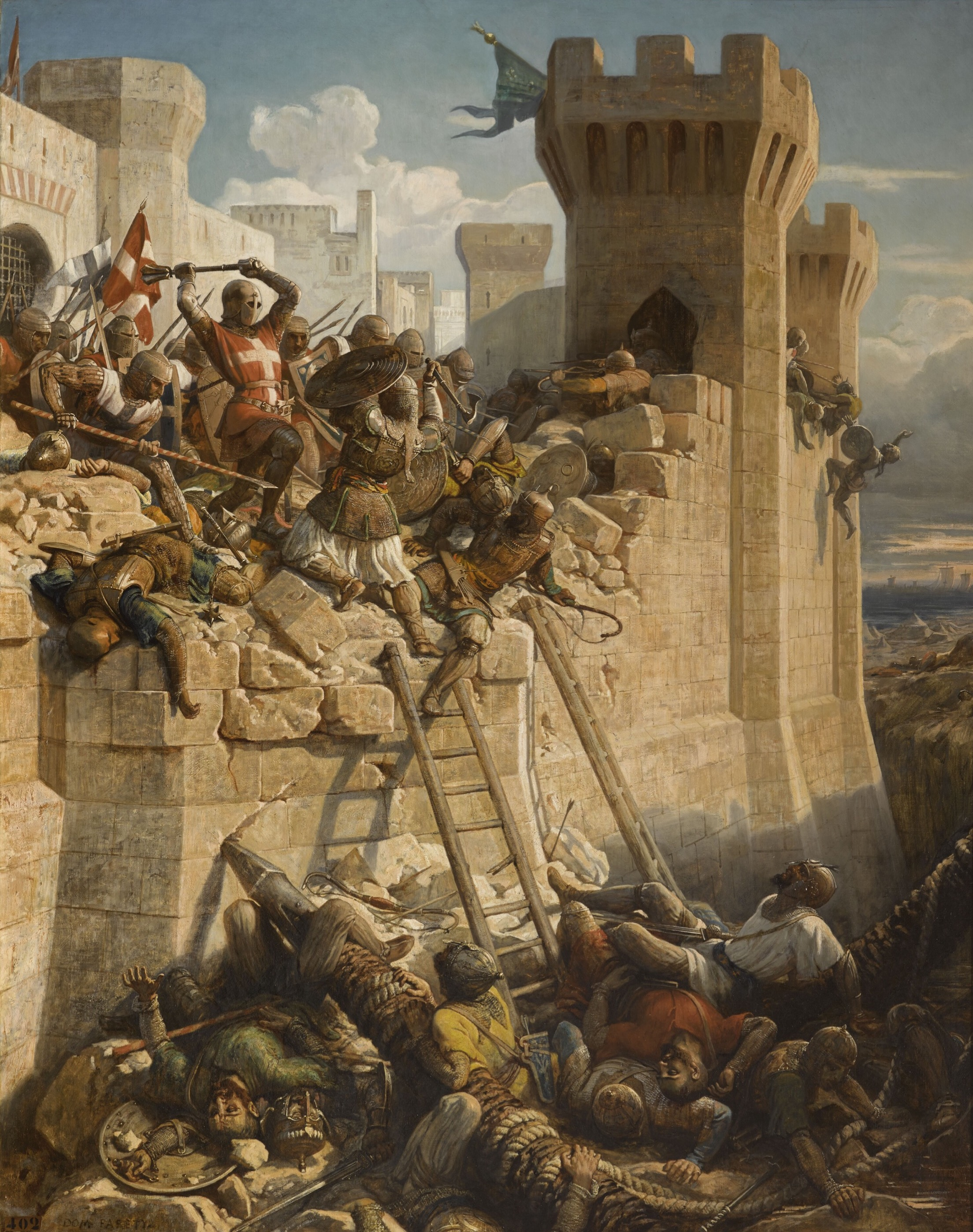
O Cerco do Acre retratado em Matthieu de Clermont defende Ptolémaïs em 1291, por Dominique Papety em Salles des Croisades em Versalhes

Os anos de 1272 a 1302 incluem inúmeros conflitos em todo o Levante, bem como nas regiões do Mediterrâneo e da Europa Ocidental, e muitas cruzadas foram propostas para libertar a Terra Santa do controle mameluco. Entre elas estão as de Gregório X, Carlos I de Anjou e Nicolau IV, nenhuma das quais se concretizou. Os principais participantes da luta contra os muçulmanos incluíam os reis da Inglaterra e da França, os reinos de Chipre e da Sicília, as três ordens militares e o Ilcanato Mongol. O fim da presença da Europa Ocidental na Terra Santa foi selado com a queda de Trípoli e sua subsequente derrota no cerco de Acre em 1291. As forças cristãs conseguiram sobreviver até a queda final de Ruad em 1302.
A Terra Santa não seria mais o foco do Ocidente, embora várias cruzadas tenham sido propostas nos primeiros anos do século XIV. Os Cavaleiros Hospitalários conquistariam Rodes dos bizantinos, tornando-a o centro de suas atividades por cem anos. Os Cavaleiros Templários, a força de combate de elite do reino, foram dissolvidos. Os mongóis se converteram ao islamismo, mas se desintegraram como força de combate. O sultanato mameluco continuaria por mais um século. As cruzadas para libertar Jerusalém e a Terra Santa terminaram.

## Outras cruzadas

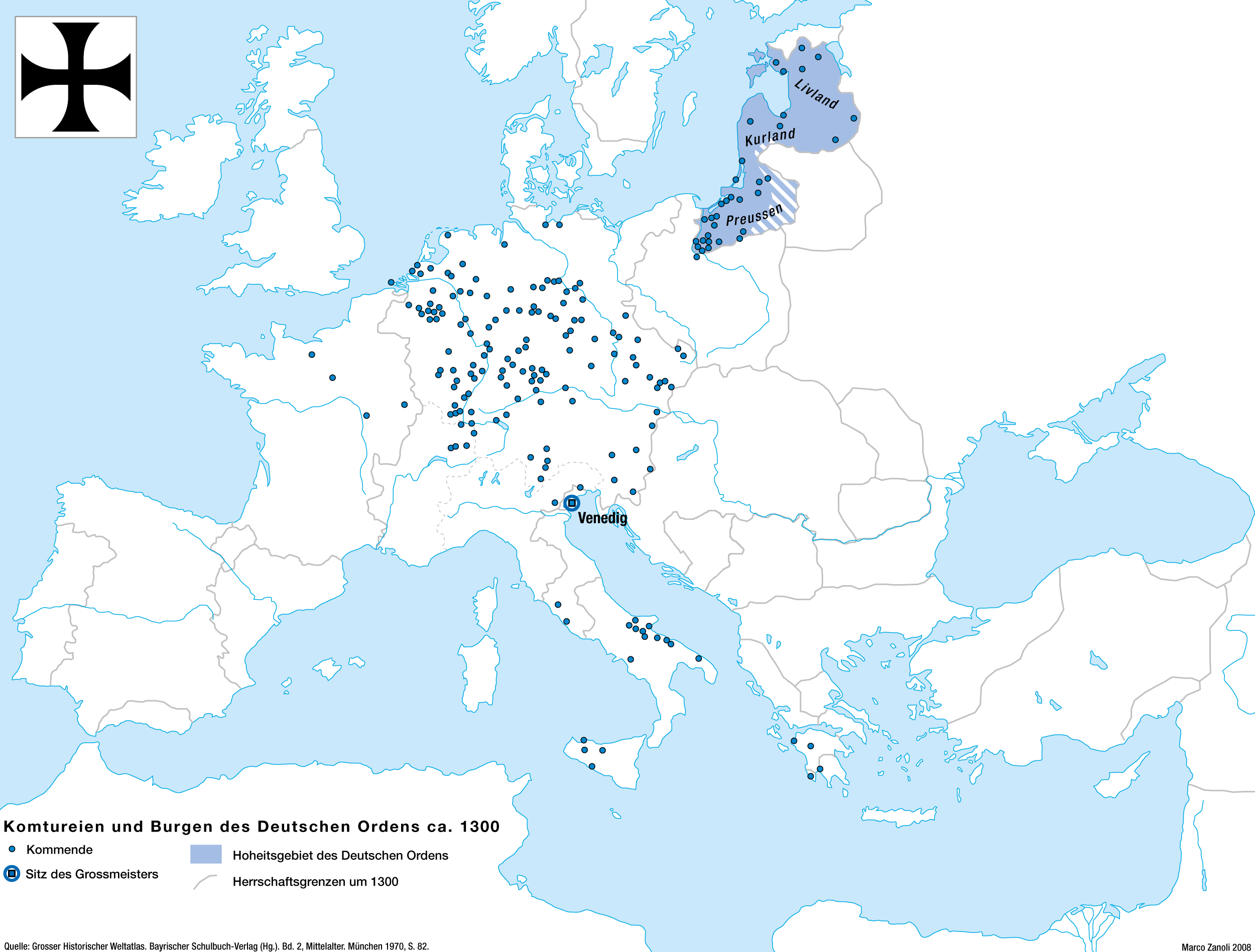
Mapa dos ramos da Ordem Teutônica na Europa c. 1300. A área sombreada é território soberano.

As expedições militares empreendidas pelos cristãos europeus nos séculos XI, XII e XIII séculos para recuperar a Terra Santa dos muçulmanos forneceu um modelo para a guerra em outras áreas que também interessavam à Igreja Latina. Entre eles estavam a conquista do Al-Andalus muçulmano pelos reinos cristãos espanhóis nos séculos XII e XIII; expansão das Cruzadas do Norte alemãs do século para a região pagã do Báltico  nos séculos XII e XV; a supressão da não conformidade, particularmente em Languedoc durante o que ficou conhecido como Cruzada Albigense e para a vantagem temporal do papado na Itália e na Alemanha, que agora são conhecidas como cruzadas políticas. Nos séculos XIII e XIV também houve revoltas populares não autorizadas, mas relacionadas, para recuperar Jerusalém, conhecidas como cruzadas dos pastores ou das crianças.
O Papa Urbano II comparou as cruzadas por Jerusalém com a invasão católica em andamento na Península Ibérica e defendeu as cruzadas em 1114 e 1118, mas foi o Papa Calisto II quem propôs frentes duplas na Espanha e no Oriente Médio em 1122. Na primavera de 1147, Eugênio autorizou a expansão de sua missão para a Península Ibérica, equiparando essas campanhas contra os mouros ao restante da Segunda Cruzada. O cerco bem-sucedido de Lisboa, de 1 de julho a 25 de outubro de 1147, foi seguido pelo cerco de seis meses de Tortosa, terminando em 30 de dezembro de 1148 com uma derrota para os mouros. No norte, alguns alemães estavam relutantes em lutar na Terra Santa, enquanto os pagãos vendos eram um problema mais imediato. A Cruzada dos Vendos resultante de 1147 foi parcialmente bem-sucedida, mas não conseguiu converter os pagãos ao cristianismo. Na época da Segunda Cruzada, os três reinos espanhóis eram poderosos o suficiente para conquistar o território islâmico – Castela, Aragão e Portugal. Em 1212, os espanhóis foram vitoriosos na Batalha de Navas de Tolosa com o apoio de combatentes estrangeiros que respondiam à pregação de Inocêncio III. Muitos deles desertaram devido à tolerância espanhola para com os muçulmanos derrotados, para quem a Reconquista foi uma guerra de dominação e não de extermínio. Em contraste, os cristãos que viviam anteriormente sob o domínio muçulmano, chamados moçárabes, foram submetidos implacavelmente ao Rito Romano e foram absorvidos pelo catolicismo dominante. Al-Andalus, a Espanha islâmica, foi completamente suprimida em 1492 quando o Emirado de Granada se rendeu.
Em 1147, o Papa Eugênio III estendeu a ideia de Calisto ao autorizar uma cruzada na fronteira nordeste da Alemanha contra os pagãos vendos, devido ao que era principalmente um conflito econômico. Do início do século XIII século, houve envolvimento significativo de ordens militares, como os Irmãos Livônios da Espada e a Ordem de Dobrzyń. Os Cavaleiros Teutônicos desviaram esforços da Terra Santa, absorveram essas ordens e estabeleceram o Estado da Ordem Teutônica. Isso resultou no Ducado da Prússia e no Ducado da Curlândia e Semigália em 1525 e 1562, respectivamente.

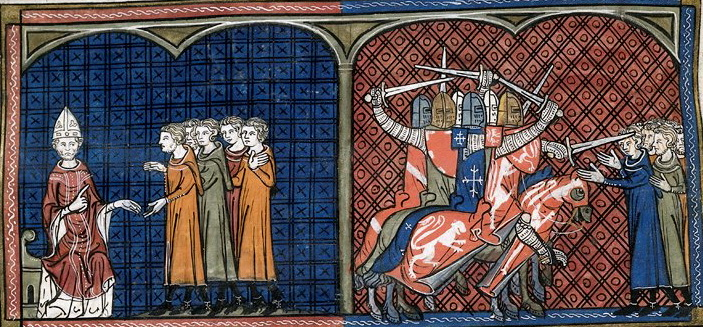
Miniaturas mostrando o Papa Inocêncio III excomungando e os cruzados massacrando os cátaros (BL Royal 16 G VI, fol. 374v, 14ºséculo)

No início do século XIII A reticência papal do século XIX em aplicar cruzadas contra os oponentes políticos do papado e aqueles considerados hereges havia diminuído. Inocêncio III proclamou uma cruzada contra o catarismo que não conseguiu suprimir a heresia em si, mas arruinou a cultura do Languedoc. Isto estabeleceu um precedente que foi seguido em 1212 com a pressão exercida sobre a cidade de Milão por tolerar o catarismo, em 1234 contra os camponeses da região de Stedinger no noroeste da Alemanha, em 1234 e 1241 cruzadas húngaras contra osbósnios hereges. O historiador Norman Housley observa a ligação entre a heterodoxia e o antipapalismo na Itália. A indulgência foi oferecida a grupos anti-heréticos como a Milícia de Jesus Cristo e a Ordem da Bem-Aventurada Virgem Maria. Inocêncio III declarou a primeira cruzada política contra o regente de Frederico II, Markward von Annweiler, e quando Frederico mais tarde ameaçou Roma em 1240, Gregório IX usou a terminologia das cruzadas para angariar apoio contra ele. Com a morte de Frederico II, o foco mudou para a Sicília. Em 1263, o Papa Urbano IV ofereceu indulgências cruzadas a Carlos de Anjou em troca da conquista da Sicília. No entanto, essas guerras não tinham objetivos ou limitações claras, tornando-as inadequadas para as cruzadas. A eleição de um papa francês, Martinho IV, em 1281 , trouxe o poder do papado para trás de Carlos. Os preparativos de Carlos para uma cruzada contra Constantinopla foram frustrados pelo imperador bizantino Miguel VIII Paleólogo, que instigou uma revolta chamada Vésperas da Sicília. Em vez disso, Pedro III de Aragão foi proclamado rei da Sicília, apesar da sua excomunhão e de uma Cruzada Aragonesa malsucedida. A cruzada política continuou contra Veneza por causa de Ferrara; Luís IV, rei da Alemanha, quando marchou para Roma para sua coroação imperial; e as companhias livres de mercenários.
Os Estados latinos estabelecidos eram uma frágil colcha de retalhos de pequenos reinos ameaçados pelos Estados sucessores do Império Bizantino – o Despotado do Epiro, o Império de Niceia e o Império de Trebizonda. Tessalônica caiu para o Épiro em 1224 e Constantinopla para Nicéia em 1261. Acaia e Atenas sobreviveram sob o domínio francês após o Tratado de Viterbo. Os venezianos enfrentaram um longo conflito com o Império Otomano até que as últimas possessões foram perdidas na Sétima Guerra Otomano-Veneziana no século XVIII. século. Este período da história grega é conhecido como Frankokratia ou Latinokratia ("domínio franco ou latino") e designa um período em que os católicos da Europa Ocidental governaram os gregos bizantinos ortodoxos.
As principais cruzadas do século XIV incluem: a Cruzada contra os dulcinianos; a Cruzada dos Pobres; a Cruzada Anticatalã; a Cruzada dos Pastores; as Cruzadas de Esmirna; a Cruzada contra Novogárdia; a Cruzada Saboia; a Cruzada Alexandrina; a Cruzada de Despenser; as Cruzadas de Mádia, Tédelis e Bona; e a Cruzada de Nicópolis.
A ameaça da expansão do Império Otomano motivou novas cruzadas no século XV. Em 1389, os otomanos derrotaram os sérvios na Batalha de Kosovo, conquistaram o controle dos Bálcãs do Danúbio ao Golfo de Corinto, em 1396 derrotaram os cruzados franceses e o rei Sigismundo da Hungria em Nicópolis, em 1444 destruíram uma força cruzada polonesa e húngara em Varna, quatro anos depois derrotaram novamente os húngaros em Kosovo e em 1453 capturaram Constantinopla. No século XVI houve uma crescente reaproximação. Os Habsburgos, franceses, espanhóis, venezianos e otomanos assinaram tratados. Francisco I da França aliou-se a todos os quadrantes, incluindo os príncipes protestantes alemães e o sultão Solimão, o Magnífico.
As cruzadas anticristãs diminuíram no século XV, as exceções foram as seis cruzadas fracassadas contra os hussitas na Boêmia e os ataques aos valdenses em Saboia. As cruzadas se tornaram um exercício financeiro; a precedência foi dada aos objetivos comerciais e políticos. A ameaça militar apresentada pelos turcos otomanos diminuiu, tornando as cruzadas anti-otomanas obsoletas em 1699 com a Liga Santa.

## Movimento de cruzadas
Antes do dia século XI, a Igreja Latina desenvolveu um sistema para a remissão e absolvição dos pecados em troca de contrição, confissão e atos penitenciais. A reparação por meio da abstinência de atividades marciais ainda representava uma dificuldade para a nobre classe guerreira. Foi revolucionário quando Gregório VII ofereceu no final do século a absolvição dos pecados conquistados através da violência patrocinada pela Igreja em apoio às suas causas, se fosse dada desinteressadamente. Isto foi desenvolvido pelos Papas subsequentes na concessão de indulgências plenárias que reduziram todas as penalidades temporais impostas por Deus. O papado desenvolveu o "agostinianismo político" em tentativas de remover a Igreja do controle secular, afirmando a supremacia eclesiástica sobre as políticas temporais e a Igreja Ortodoxa. Isto estava associado à ideia de que a Igreja deveria intervir activamente no mundo para impor a “justiça”.
Uma ideologia distinta promovendo e regulando as cruzadas é evidenciada em textos sobreviventes. A Igreja definiu isso em termos legais e teológicos com base na teoria da guerra santa e no conceito de peregrinação. A teologia fundiu as guerras israelitas do Antigo Testamento instigadas e auxiliadas por Deus com as visões cristocêntricas do Novo Testamento. A guerra santa era baseada em ideias antigas de guerra justa. O teólogo Agostinho de Hipona, do século IV, cristianizou isso, e isso acabou se tornando o paradigma da guerra santa cristã. Os teólogos aceitaram amplamente a justificação de que a guerra santa contra os pagãos era boa, devido à sua oposição ao cristianismo. A Terra Santa era patrimônio de Cristo; sua recuperação foi em nome de Deus. A Cruzada Albigense foi uma defesa da Igreja Francesa, as Cruzadas do Norte foram campanhas de conquista de terras amadas pela mãe de Cristo, Maria, para o cristianismo.
Inspirado pela Primeira Cruzada, o movimento das cruzadas passou a definir a cultura ocidental do final da Idade Média e impactou a história do mundo islâmico ocidental. A cristandade era geopolítica e isso sustentava a prática da Igreja medieval. Reformistas do século XI insistiram nessas ideias que entraram em declínio após a Reforma Protestante. Esta ideologia continuou após o século XVI com as ordens militares, mas diminuiu com a competição com outras formas de guerra religiosa e novas ideologias.

## Ordens militares

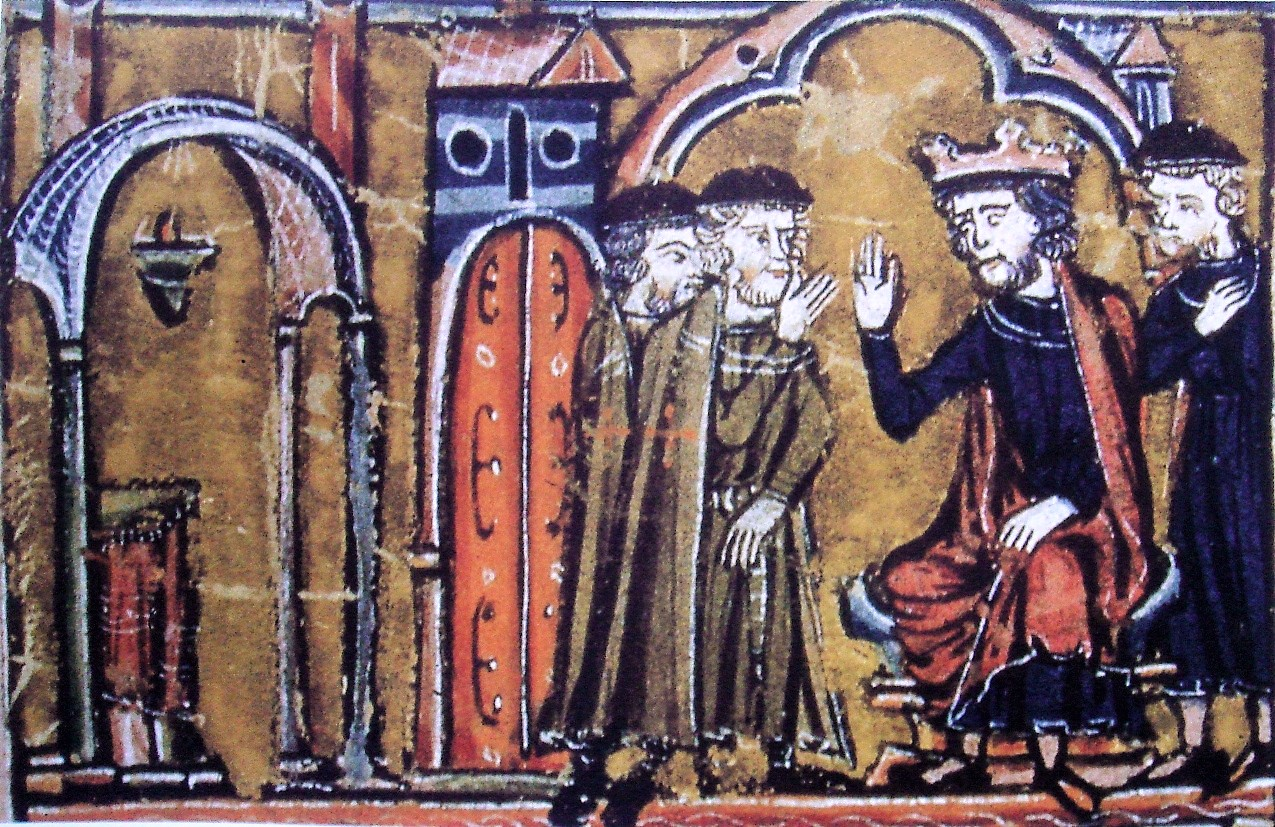
Miniatura do século XIII de Balduíno II de Jerusalém concedendo a captura da Mesquita de Al Aqsa a Hugo de Payens

As ordens militares eram uma forma de ordem religiosa estabelecida no início do século XII com a função de defender os cristãos, bem como observar os votos monásticos. Os Cavaleiros Hospitalários tinham uma missão médica em Jerusalém desde antes da Primeira Cruzada, tornando-se mais tarde uma formidável força militar apoiando as cruzadas na Terra Santa e no Mediterrâneo. Os Cavaleiros Templários foram fundados em 1119 por um grupo de cavaleiros que se dedicaram a proteger os peregrinos rota para Jerusalém. Os Cavaleiros Teutônicos foram formados em 1190 para proteger os peregrinos na Terra Santa e na região do Báltico.
Os Hospitalários e os Templários se tornaram organizações supranacionais à medida que o apoio papal levou a ricas doações de terras e receitas por toda a Europa. Isso, por sua vez, levou a um fluxo constante de novos recrutas e à riqueza para manter diversas fortificações nos estados cruzados. Com o tempo, eles se desenvolveram em poderes autônomos na região.

## Arte e arquitetura

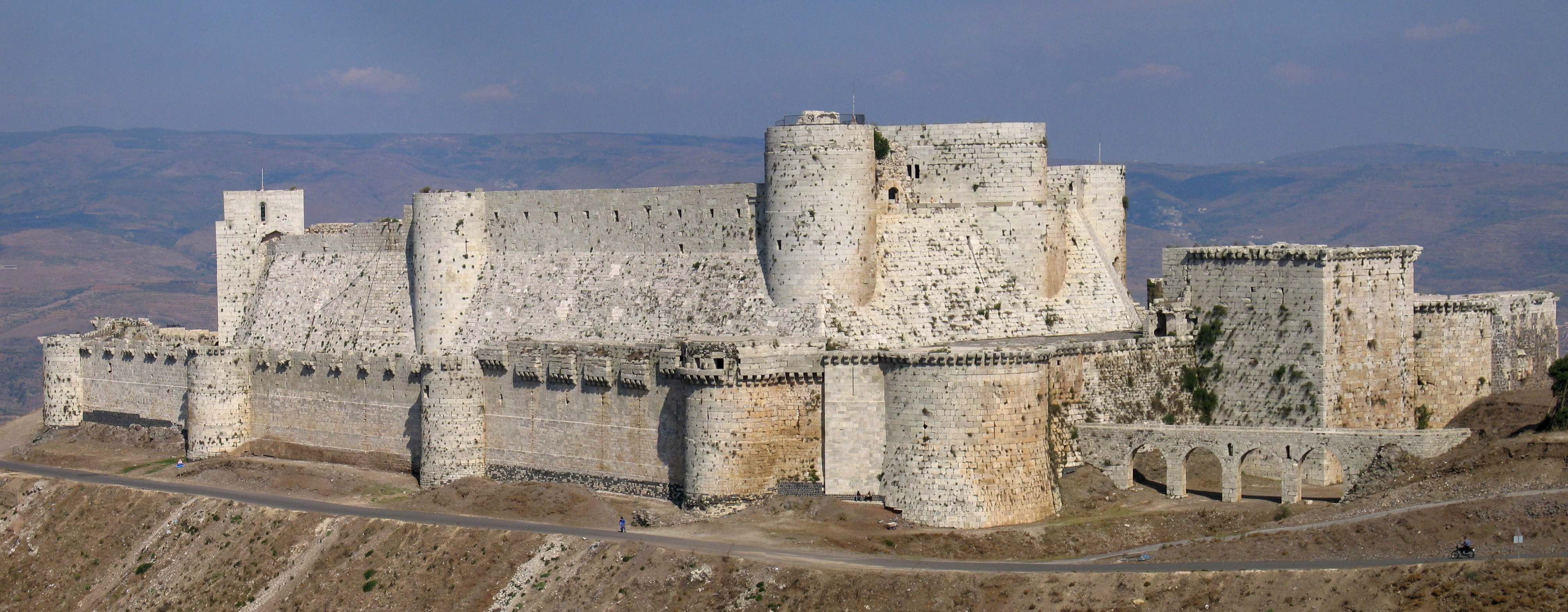
Castelo dos Cavaleiros Hospitalários da Fortaleza dos Cavaleiros, na Síria, do século XII, um dos primeiros castelos a usar fortificação concêntrica, ou seja, anéis concêntricos de defesa que podiam operar todos ao mesmo tempo. Possui duas muralhas e fica em um promontório.

Segundo o historiador Joshua Prawer, nenhum grande poeta, teólogo, acadêmico ou historiador europeu se estabeleceu nos Estados cruzados. Alguns fizeram peregrinações e isso pode ser visto em novas imagens e ideias na poesia ocidental. Embora eles próprios não tenham migrado para o oriente, a sua produção muitas vezes encorajou outros a viajarem até lá em peregrinação.
Os historiadores consideram a arquitetura militar dos cruzados do Oriente Médio uma síntese das tradições europeia, bizantina e muçulmana e a realização artística mais original e impressionante das cruzadas. Os castelos eram um símbolo tangível do domínio de uma minoria cristã latina sobre uma população majoritária amplamente hostil. Eles também atuavam como centros de administração. A historiografia moderna rejeita o consenso do século XIX de que os ocidentais aprenderam a base da arquitetura militar no Oriente Próximo, pois a Europa já havia experimentado um rápido desenvolvimento em tecnologia defensiva antes da Primeira Cruzada. O contato direto com fortificações árabes originalmente construídas pelos bizantinos influenciou os desenvolvimentos no oriente, o que levou à inclusão de características de design oriental, como grandes reservatórios de água, e à exclusão de características ocidentais, como fossos.

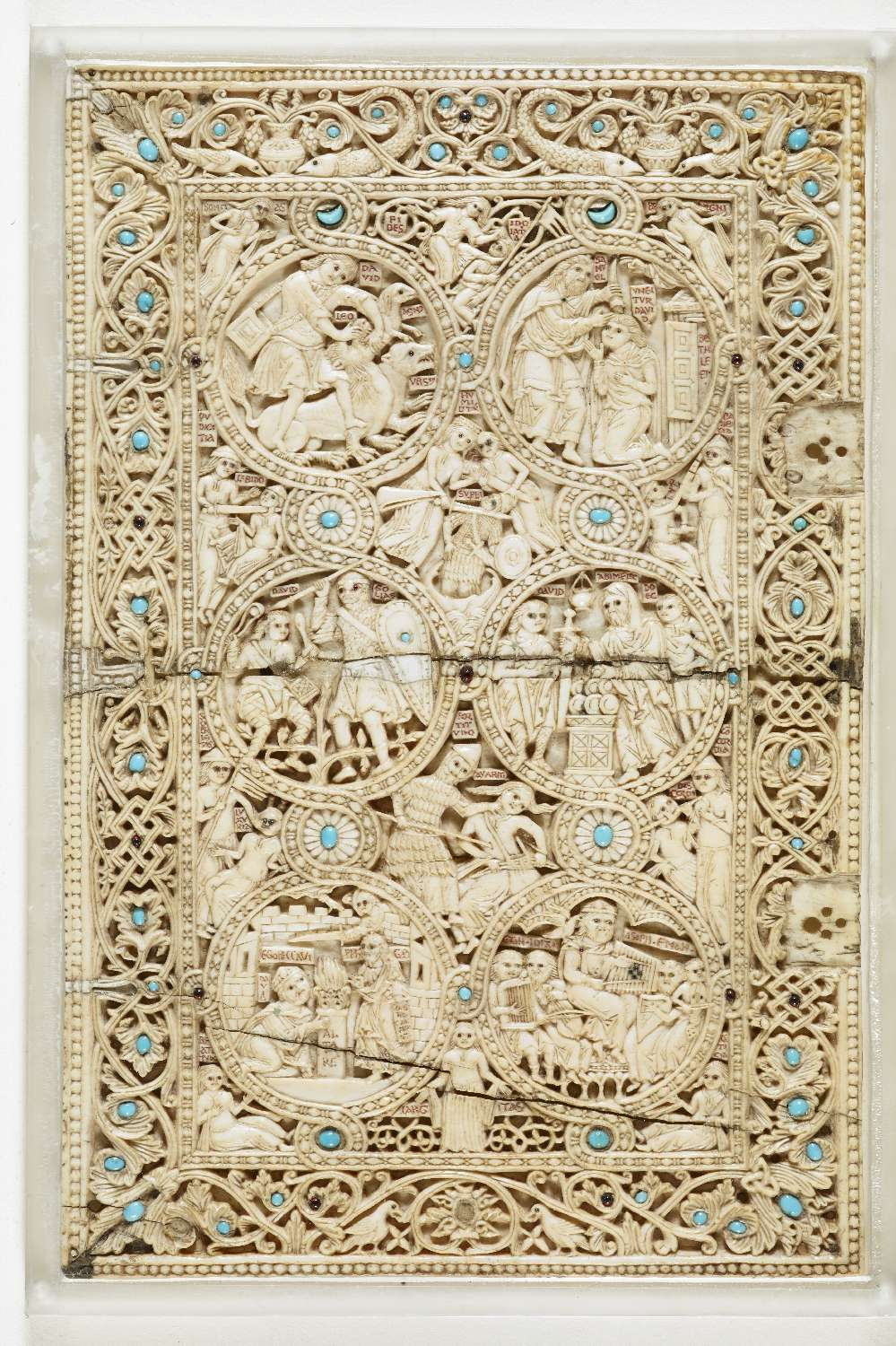
A capa frontal de marfim do Saltério de Melisenda

Normalmente, o estilo das igrejas dos cruzados era no românico francês. Isso pode ser visto na reconstrução do Santo Sepulcro no século XII. Ela manteve alguns detalhes bizantinos, mas novos arcos e capelas foram construídos seguindo os padrões do norte da França, da Aquitânia e da Provença. Há poucos vestígios de qualquer influência nativa sobrevivente na escultura, embora no Santo Sepulcro os capitéis das colunas da fachada sul sigam os padrões clássicos sírios.
Em contraste com a arquitetura e a escultura, é na área da cultura visual que a natureza assimilada da sociedade foi demonstrada. Ao longo dos séculos XII e XIII, a influência de artistas nativos foi demonstrada na decoração de santuários, pinturas e na produção de manuscritos iluminados. Os francos tomaram emprestados métodos dos bizantinos e artistas locais, além de práticas iconográficas, levando a uma síntese cultural, ilustrada pela Igreja da Natividade. Mosaicos de parede eram desconhecidos no Ocidente, mas eram amplamente utilizados nos Estados cruzados. Não se sabe se isso foi aprendido por artesãos indígenas ou pelos francos, mas um estilo artístico original e distinto evoluiu.
Os manuscritos foram produzidos e ilustrados em oficinas que abrigavam artesãos italianos, franceses, ingleses e locais, o que levou a uma fertilização cruzada de ideias e técnicas. Um exemplo disso é o Saltério de Melisenda, criado por várias mãos em uma oficina anexa ao Santo Sepulcro. Esse estilo pode ter refletido e influenciado o gosto dos patronos das artes. Mas o que se vê é um aumento de conteúdo estilizado e de influência bizantina. Isso se estendeu à produção de ícones, desconhecidos na época pelos francos, às vezes em estilo franco e até mesmo de santos ocidentais. Isto é visto como a origem da pintura em painel italiana. Embora seja difícil rastrear a iluminura de manuscritos e o design de castelos até suas origens, as fontes textuais são mais simples. As traduções feitas em Antioquia são notáveis, mas são consideradas de importância secundária em relação às obras emanadas da Espanha muçulmana e da cultura híbrida da Sicília.

## Financiamento
O financiamento e a tributação das cruzadas deixaram um legado de instituições sociais, financeiras e legais. Propriedades tornaram-se disponíveis enquanto moedas e materiais preciosos circulavam mais facilmente pela Europa. As expedições cruzadas criaram imensas demandas por suprimentos de alimentos, armas e transporte, o que beneficiou comerciantes e artesãos. Os impostos para as cruzadas contribuíram para o desenvolvimento de administrações financeiras centralizadas e para o crescimento dos impostos papais e reais. Isto ajudou no desenvolvimento de órgãos representativos cujo consentimento era necessário para muitas formas de tributação.
As Cruzadas fortaleceram as trocas entre as esferas econômicas oriental e ocidental. O transporte de peregrinos e cruzados beneficiou notavelmente as repúblicas marítimas italianas, como o trio de Veneza, Pisa e Gênova. Tendo obtido privilégios comerciais nos locais fortificados da Síria, elas se tornaram os intermediários preferidos para o comércio de mercadorias como seda, especiarias, bem como outras matérias-primas alimentícias e produtos minerais. O comércio com o mundo muçulmano foi, portanto, estendido além dos limites existentes. Os comerciantes foram ainda mais beneficiados pelas melhorias tecnológicas e o comércio de longa distância expandiu-se como um todo. O aumento do volume de mercadorias comercializadas pelos portos do Levante Latino e do mundo muçulmano fez disso a pedra angular de uma economia mais ampla do Oriente Médio, como se manifestava em cidades importantes ao longo das rotas comerciais, como Alepo, Damasco e Acre. Tornou-se cada vez mais comum que os comerciantes europeus se aventurassem mais para o oriente e os negócios eram conduzidos de forma justa, apesar das diferenças religiosas, e continuavam mesmo em tempos de tensões políticas e militares.

## Legado
As Cruzadas criaram mitologias nacionais, contos de heroísmo e alguns nomes de lugares. O paralelismo histórico e a tradição de inspiração na Idade Média tornaram-se pedras angulares do islamismo político, encorajando ideias de uma jihad moderna e de uma luta secular contra os Estados cristãos, enquanto o nacionalismo árabe secular destaca o papel do imperialismo ocidental. Os pensadores, políticos e historiadores muçulmanos modernos traçaram paralelos entre as cruzadas e os desenvolvimentos políticos, como o estabelecimento do Estado de Israel em 1948.
Círculos de direita no mundo ocidental traçaram paralelos opostos, considerando que o cristianismo está sob uma ameaça religiosa e demográfica islâmica, análoga à situação na época das cruzadas. Símbolos cruzados e retórica anti-islâmica são apresentados como uma resposta apropriada e são usados como justificativa e inspiração para uma luta contra um inimigo religioso.

## Historiografia
A historiografia das Cruzadas sé um assunto complexo, com visões gerais fornecidas em Select Bibliography of the Crusades, Modern Historiography e Crusades (Bibliography and Sources).

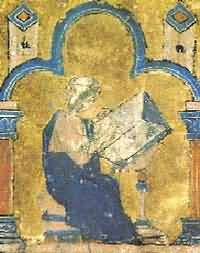
Guilherme de Tiro escrevendo sua história, a partir de uma tradução do francês antigo do século XIII, Bibliothèque Nationale, Paris, MS 2631, f.1r